# Liste türkischer Vornamen
Die Liste türkischer Vornamen ist ein Verzeichnis heute gebräuchlicher Vornamen im türkischen Sprachraum.

## Geschichtliches
Historisch bedingt haben türkische Vornamen einen anderen Stellenwert als Vornamen in europäischen Ländern. Bis zur Einführung der Familiennamen mit dem Familiennamensgesetz vom 21. Juni 1934 (Gesetz Nr. 2525, am 2. Januar 1935 in Kraft getreten) unter Präsident Atatürk unterschied man zwischen dem ersten Geburtsnamen (isim) wie Turgut oder Aynur und dem (vorangestellten) Beinamen (lakap) wie Topal (der Humpelnde). Ferner gab es bisweilen einen (ebenfalls vorangestellten) Beinamen (künye), der den Namen des Vaters oder des Sohnes, seltener auch den Namen der Mutter oder Tochter enthielt wie z. B. Ebu Bekir (Vater des Bekir) oder Ekrem-Zâde (Sohn des Ekrem). Dichter waren unter ihrem Pseudonym (tahallus) bekannt, die häufig auf -î endeten (Fûzulî, Usulî oder Bakî). Bei traditionellen Familien wird Neugeborenen bei der Abnabelung heute noch ein sogenannter göbek adı (Nabel- oder Bauchname) vergeben. Das Familiennamensgesetz bestimmte demgegenüber, dass der Familiennamen dem Namen nachgestellt werden musste. Im täglichen gesellschaftlichen Umgang und außerhalb des amtlichen Sprachgebrauchs werden Personen regelmäßig nur mit dem Vornamen angesprochen. Die traditionellen höflichen Anreden bey, efendi (für Männer, entsprechen „Herr“) und hanım, hanımefendi (für Frauen, entsprechen „Frau“) werden ausschließlich mit den Vornamen verwendet.

## Herkunft türkischer Vornamen
Türkische Vornamen haben oft Bedeutungen, die aus der Sprache der Gegenwart stammen. Die Bedeutung solcher Vornamen ist dann unmittelbar ersichtlich oder kann im Wörterbuch nachgeschlagen werden.
Daneben gibt es viele aus dem Alttürkischen stammende Namen, deren Bedeutung nicht immer aus einem modernen Wörterbuch ermittelt werden kann, insbesondere wenn es sich um Verschmelzungen mehrerer alttürkischer Vokabeln handelt. Namen aus anderen Turksprachen als dem Türkischen oder aus dem Mongolischen werden dabei lautlich regelmäßig dem Türkischen angepasst. Als türkische werden in diesem Artikel auch Namen bezeichnet, die von geographischen Namen in der als türkische Urheimat angesehenen Mongolei (nebst angrenzenden Gebieten) abgeleitet sind, wie Altay (das Altai-Gebirge), Ötüken (ein Gebirgszug in der Mongolei, dessen Besitz in alttürkischer Zeit mit Prestige verbunden war) oder Baykal (der Baikalsee). Diese Namen lassen sich aber oft nicht aus dem Türkischen (auch nicht aus dem Alttürkischen) ableiten. Hierzu gehören auch Namen aus der Frühzeit der türkischen oder der hunnischen Geschichte wie Bumin, İstemi (die Gründer des alttürkischen Reiches), Attila (der Hunnenkönig), Mete und Teoman (die Gründer des Xiongnu-Reiches Mao-tun und T’ou-man). Die türkische Herkunft dieser Namen ist alles andere als gesichert, sie zählen in der Türkei aber als Teil der türkischen Tradition. Die Herkunft dieser Namen ist unterschiedlich. Teils sind sie seit der Zeit der Einwanderer tradiert, teils sind sie aber erst mit dem Aufkommen des Nationalismus aufgekommen.
Ein großer Teil der türkischen Vornamen sind arabischen oder persischen Ursprungs. Die Namen arabischen Ursprungs sind zumeist religiös motiviert; unter denen persischen Ursprungs finden sich solche, die aus der vorislamisch verwurzelten persischen Epik, etwa den Helden des Schāhnāme herrühren. Hinzu kommt ein kleiner Teil von Namen biblischen/hebräischen Ursprungs, dieser wurde aber oftmals über das Arabische, den Koran, vermittelt.

## Die Bildung türkischer Vornamen
Türkische Vornamen sind vielgestaltig. Es werden Substantive, Adjektive bzw. Zusammensetzungen verschiedener Art verwendet. Es können aber auch ganze Sätze als Namen verwendet werden. Oft sind die für Namen verwendeten Vokabeln auch in der Sprache außerhalb der Verwendung als Namen in Gebrauch, geläufig oder wenigstens bekannt.
Mehrere türkische Vornamen sind sowohl weiblich als auch männlich. Dennoch sind sie, entsprechend ihrer Bedeutung, bei einem der Geschlechter häufiger anzutreffen. Das Geschlecht anhand der Schreibweise oder Lautung eines Namens zu erraten, ist kaum möglich. Die türkische Sprache kennt kein grammatisch ausgedrücktes Geschlecht, somit geben die Auslaute türkischer Vornamen keinerlei Aufschluss darüber. Beispielsweise können Namen auf -i oder -a im Gegensatz zu Vornamen im Deutschen (z. B. Maria, Heidi) nicht schon aus diesem Grund dem weiblichen Geschlecht zugeordnet werden (Tolga, Necati sind Männernamen).
Türkische Vornamen haben öfters als im Deutschen eine noch erkennbare wörtliche Bedeutung, aus der auf das Geschlecht des Namensträgers geschlossen werden kann. Allerdings liegt dem Namen manchmal ein vom normalen Sprachgebrauch abweichender Sinn zugrunde. Beispielsweise bezeichnet in der heutigen Sprache das Wort „er“ allein meist den niedrigsten militärischen Mannschaftsdienstgrad. Als Namensbestandteil, der dann männliche Träger bezeichnet, kann er am Namensanfang (z. B. Erol oder Erdoğan) oder -ende (z. B. Caner oder Şener) auftreten und bezeichnet dann allgemein einen Mann mit den traditionellen positiven männlichen Eigenschaften (mutig, tapfer usw.). Die Silbe -ol am Wortende lässt auf einen männlichen Vornamen schließen, da ol der Imperativ von sein ist und Befehle in der Regel an den Mann gerichtet sind (z. B. Erol = sei ein Mann, Hürol = sei frei usw.). Bei Namen historischer Personen, die nach diesen Regeln gebildet wurden, steht allerdings deren Person im Vordergrund. So soll der Name Alpaslan an den Seldschukensultan dieses Namens erinnern und nicht nur einen Helden mit dem Mut eines Löwen bezeichnen.
Rein phonetische Gesichtspunkte können aber in die Irre führen oder nur zufällig richtig sein. So sind Namen, die mit Nil- beginnen, weibliche Vornamen (z. B. Nilay, Nilgün, Nilüfer). Diese Namen leiten sich aber zum einen von einer Bezeichnung für Indigo ab, zum anderen aber vom Fluss Nil, und Nilüfer bezeichnet die in diesem Fluss lebende Lotosblüte. Namen, die auf -han enden, sind in aller Regel vom türkischen und mongolischen Herrschertitel Khan abgeleitet. Sie lassen daher regelmäßig auf einen männlichen Träger schließen, wobei dieser Bestandteil eher bei Namen historischer oder legendärer Khane (z. B. Metehan, Cengizhan, Oğuzhan) vorkommt. Bei einem entsprechenden vorangehenden Namensbestandteil kann ein Name auf -han auch einen weiblichen Träger bezeichnen. Ein Beispiel für einen solchen Vornamen ist Perihan (die Königin der Feen), wobei, wenn auch seltener, auch der erste Namensteil (Peri – die Fee) als Name verwendet wird.
Für Namen, die arabischen Ursprungs sind, gelten die Regeln für arabische Namen, die hier nur kurz wiedergegeben werden. Die 99 Namen Allahs (Hamit, Aziz, Kerim …), weitere Namen aus der islamischen Geschichte (Ömer, Bekir, Fatma, Meryem) und Namen von islamischen historischen Persönlichkeiten (Tarık, Emir) werden auch im Türkischen vergeben. Die arabische Namensform Abd al- (Diener von …<einer der Namen Allahs>) wird im Türkischen zur Vorsilbe Abdul-/Abdül- (z. B. Abdulkerim/Abdülkerim, Abdulhamit/Abdülhamit, Abdulkadir/Abdülkadir). Die türkische Form ist dabei konservativer als die arabische. Sie bewahrt, im Gegensatz zur heute geläufigen arabischen Form, die alte Nominativendung -u von (al-) Abd und verschleift sie mit dem arabischen Artikel des folgenden Wortes. Abdu al-Kerim beispielsweise wird so zu Abdu’l-Kerim. Namen, die auf -ettin enden (Şemsettin, Nizamettin, Fahrettin), sind grammatisch arabische Konstrukte mit einer Genitivverbindung. Sie leiten sich von als Auszeichnung für Verdienste um den Glauben (din) verliehenen Ehrennamen ab und bezeichnen demzufolge regelmäßig männliche Träger.
Bei Namen, die aus dem Arabischen stammen, kann mitunter das Geschlecht des Trägers oder der Trägerin erschlossen werden, weil das Arabische, im Gegensatz zum Türkischen, ein grammatisches männliches oder weibliches Geschlecht kennt. Letzteres ist oft am Auslaut auf -a, meist aber auf -e erkennbar, z. B. Fatma, Fadime, Ayşe. Augenfällig wird dies an Namen, die von Eigenschaftswörtern abgeleitet sind, wo dann männlich/weibliche Doppelformen existieren können, so z. B. Cemil (männlich) und Cemile (weiblich). Sicherer Verlass ist darauf aber nicht, weil gerade ein Auslaut auf -a nicht notwendig eine Geschlechtsmarkierung darstellt, vgl. etwa Taha. Einige Wörter tragen auch im Arabischen ein grammatisches weibliches Geschlecht, obwohl sie männliche Personen bezeichnen. Ein Beispiel hierfür ist Halife, der Kalif.
Der Name des islamischen Propheten Mohammed hat eine Sonderstellung im Türkischen. Er wird hauptsächlich in der abgewandelten Form Mehmet vergeben. Dahinter steckte ursprünglich die Absicht, den Namen Mohammed (bzw. türkisiert Muhammet) nicht wahllos zu vergeben, da man nicht wissen könne, ob das Kind diesem Namen nicht ungerecht werden wird. In seiner abgewandelten Form Mehmet konnte dieser Name bedenkenlos vergeben werden. Heute ist der Name in der Form Mehmet eingebürgert, ohne dass dahinter die hier angegebenen Gedanken stecken.
Teilweise geben vergebene Vornamen Aufschluss über den kulturellen Hintergrund der Familie wieder, was aber nicht die Regel ist. Religiös gesinnte Familien neigen eher zu islamischen (arabischen/hebräischstämmigen) Namen, national gesinnte Familien eher zu türkischen und alttürkischen Namen. In alevitischen Familien sind die Namen Ali oder Cem häufiger anzutreffen.
Der Kurzfilm 99 Beautiful von Tessa Knapp aus dem Jahr 2010 handelt von türkischen Vornamen.

## Koseformen
Es gibt verschiedene Arten von Kosenamen im Türkischen. So werden einige wenige türkische Namen, wie es auch bei einigen deutschen Vornamen der Fall ist, manchmal im Alltag abgekürzt. Beispiele sind Musti (von Mustafa), Yase (von Yasemin), Kübi (von Kübra) oder Mel (von Melisa oder Melis).
Eine weitere Koseform sind Vornamen, die auf -oş/-osch/-osh enden, welche speziell bei weiblichen Vornamen weit verbreitet sind. Beispiele sind Diloş/Dilosh (z. B. von Dilara oder Dilan), Seloş/Selosh (z. B. von Selin oder Selina) oder İloş/İlosh (von İlayda). Der Name İlayda z. B. kann zudem auch mit İlay, İlly oder İla(a) abgekürzt werden. Dasselbe gilt auch für andere türkische Vornamen.
Zudem kann im Türkischen durch den Zusatz -cık, -cik, -cuk, -cük entsprechend den Regeln der großen Vokalharmonie eine diminutive Koseform gebildet werden. (Namen, die auf -ç, -f, -h, -k, -p, -s, -ş, -t enden, bekommen den Zusatz -çık, -çik, -çuk, -çük). Beispielsweise wäre die Koseform von Okan Okancık, Gönül würde Gönülcük genannt werden, Ayşe würde zum Ayşecik und Yusuf wäre Yusufçuk. Eine weniger verbreitete Koseform entsteht durch den Zusatz -cağız/-ceğiz. Bei dieser Koseform gilt die kleine Vokalharmonie. (Bei Namen, die auf oben aufgezählte Buchstaben enden, heißt der Zusatz -çağız, -çeğiz.)
Den Koseformen nahe stehen familiäre Formen von männlichen Vornamen, die zweisilbig (ggf. verkürzt) sind und auf -o enden. İbrahim wird zu Ibo, Mehmet wird so zu Memo, Ali zu Alo (kann wegen des Gleichklangs mit alo, deutsch: Hallo Ausgangspunkt von Wortspielen werden), Hasan zu Haso, Cemil zu Cemo, Süleyman zu Sülo oder Erdoğan zu Erdo.
Zahlreiche deutsche Rapper mit Wurzeln in der Türkei nutzen diese Kosenamen auch als ihren Künstlernamen. Beispiele sind die Rapper Ufo361, Eno, Fero47, Azzi Memo und Mero, wobei bei letzterem der Kosename aus dessen Nachnamen gebildet wurde.

## Männliche Vornamen und ihre Bedeutungen
Alle mit einem Stern(*) versehenen Vornamen sind sowohl männliche als auch weibliche Vornamen, jedoch häufiger beim männlichen Geschlecht anzutreffen.
Mit zwei Sternen(**) versehene Vornamen gehören zu den Vornamen, die eine weibliche Entsprechung haben. Eine weibliche Entsprechung haben lediglich Vornamen arabischen Ursprungs. Die Entsprechung entsteht im Türkischen üblicherweise durch das Suffix -e oder -iye (im Gegensatz zum -a oder -iya im Arabischen).
Mit drei Sternen (***) versehene Vornamen haben eine Entsprechung im Deutschen, was vor allem bei biblischen Vornamen vorkommt. Von diesen Vornamen wird hier die deutsche Entsprechung angegeben. Zu beachten ist dabei, dass diese Namen nicht unbedingt auf das biblische Vorbild Bezug nehmen, sondern auf eine historische Person, die als Muslim die arabische Form eines biblischen Namens führte. So ist der Name Eyüp die türkisierte arabische Form des biblischen hebräischen Namens Hiob, bezieht sich aber auf Abu Ayyub al-Ansari
| Inhaltsverzeichnis A–Ç D–G H–K L–O Ö–S Ş–Ü V–Z |

### A–Ç
| Name                             | Herkunft            | Bedeutung |
| -------------------------------- | ------------------- | --- |
| Abbas                            | arabisch            | Ein Onkel des Propheten Muhammed |
| Abdi (auch „Apti“ ausgesprochen) | arabisch            | Der Diener |
| Abdulkadir                       | arabisch            | Der Diener des Allmächtigen; auch Abdülkadir |
| Abdülkerim                       | arabisch            | Der Diener des Gnädigen |
| Abdullah                         | arabisch            | Der Diener Gottes |
| Abdurrahman                      | arabisch            | Der Diener des Barmherzigen |
| Abdulbaki                        | arabisch            | Der Diener des Bleibenden |
| Abdurrahim                       | arabisch            | Der Diener des Erbarmers |
| Abidin                           | arabisch            | Der Betende, der Anbetende |
| Acar*                            | türkisch            | Der Mutige; stark, kämpferisch, der Adschare |
| Adanır                           | türkisch            | Berühmt, großartig |
| Adem***                          | hebräisch           | Adam |
| Adıvar                           | türkisch            | Jemand, der einen Namen hat (< adı var (olan)) |
| Adnan                            | arabisch            | Zwei Paradiese |
| Adıgüzel*                        | türkisch            | Der mit schönem Namen |
| Adil**                           | arabisch            | Der Gerechte |
| Afşar                            | türkisch            | Der Afschare |
| Ahmet                            | arabisch            | Der Lobenswerte (Elativ von Hamd) |
| Akay                             | türkisch            | Weißer Mond; das türkische Wort ak bedeutet „weiß, hell, klar, rein“ und betont meist eine positive Bedeutung, besonders dort, wo das gegenteilige Wort kara („schwarz, dunkel, finster“) eine negative Bedeutung konnotiert. Es ist aber Vorsicht geboten: Auch kara (mit der Bedeutung „jung, kraftvoll“) kann eine positive Bedeutung annehmen und nicht immer verweist die Lautfolge ak- auf das türkische Adjektiv ak und manche Komposita mit ak- haben eine ganz konkrete Bedeutung. |
| Akbay                            | türkisch            | Ein ehrlicher Reicher, weißer Herr |
| Akbulut                          | türkisch            | Weiße Wolke |
| Akça                             | türkisch            | (variierend von:) weißlich → rein; auch: Silbermünze (Akçe) |
| Akçam                            | türkisch            | Weißtanne |
| Akçay                            | türkisch            | Weißbach |
| Akdağ                            | türkisch            | Weißberg |
| Akdoğan                          | türkisch            | Der weiße Falke, der Gerfalke |
| Akgün                            | türkisch            | Der Freudentag; ein schöner Tag, heller Tag |
| Akif                             | arabisch            | |
| Akın                             | türkisch            | Die Flut; der Schwall |
| Akkan                            | türkisch            | Helles Blut, edles Blut |
| Akman                            | türkisch            | Sauber, anständig |
| Akpınar                          | türkisch            | Reine Quelle |
| Aksoy                            | türkisch            | Weiße Abstammung |
| Aksu                             | türkisch            | Weißes Wasser |
| Aktan                            | türkisch            | Der helle und leuchtende Morgen |
| Aktaş                            | türkisch            | Weißer Stein |
| Aktekin                          | türkisch            | Der leuchtende und weiße Prinz |
| Aktuna                           | türkisch            | Eine stattliche, rechtschaffene Person |
| Aktürk                           | türkisch            | Ein edler, aufrichtiger und makelloser Türke |
| Akyel                            | türkisch            | Helle Böe |
| Akyıldız                         | türkisch            | Heller Stern |
| Akyol                            | türkisch            | Richtiger Weg |
| Akyüz                            | türkisch            | Eine aufrichtige Person, die Namus und Şeref besitzt |
| Albayrak                         | türkisch            | Die Flagge der Türkei (rote Fahne) |
| Aldemir                          | türkisch            | Eisen im erhitzten Zustand (rotes Eisen) |
| Alemdar                          | arabisch / persisch | Der Fahnenträger |
| Ali                              | arabisch            | Der Erhabene (Name Ali ibn Abi Talibs) |
| Alican                           | arabisch / persisch | Erhabener Freund |
| Alıcı                            | türkisch            | empfindsam, gefühlvoll, sensibel |
| Alihan                           | arabisch / türkisch | Großer (hoher) Herrscher |
| Alişan                           | arabisch            | Der Berühmte |
| Algın                            | türkisch            | Der Verliebte; vernarrt, gefesselt, stark, ruhig |
| Alkan                            | türkisch            | Rot wie das Blut |
| Alkım                            | türkisch            | Regenbogen |
| Alp                              | türkisch            | Der Mutige; tapfer, unerschrocken |
| Alpaslan/Alparslan               | türkisch            | Der mutige Löwe |
| Alpay                            | türkisch            | Mutig, verwegen; tapfer, ein Held, tapferer Mond |
| Alper                            | türkisch            | Der mutige und heldenhafte Mann |
| Alperen                          | türkisch            | Der mutige und heldenhafte Mann |
| Altan                            | türkisch            | Gold |
| Altay                            | türkisch            | Altai |
| Altınsoy                         | türkisch            | Goldener Stamm (Abstammung) |
| Altuğ                            | türkisch            | Roter Stab |
| Anıl                             | türkisch            | Die Erinnerung |
| Anlı                             | türkisch            | Berühmt, bekannt |
| Aras                             | türkisch            | |
| Arat                             | türkisch            | Mut, Kühnheit |
| Arda                             | türkisch            | Der Führer |
| Arıca                            | türkisch            | |
| Arif                             | arabisch            | Der Wissende, Der Erfahrene |
| Arık                             | türkisch            | sauber, rein |
| Arıkan                           | türkisch            | sauber, rein (geworden) |
| Arslan                           | türkisch            | Der Löwe |
| Aşık                             | arabisch            | Der Liebende; s. a. Aşık |
| Aslan                            | türkisch            | Der Löwe |
| Aşkın                            | türkisch            | Der Überragende; übersteigend |
| Ata                              | türkisch            | Der Vorfahre |
| Ataç                             | türkisch            | |
| Atakan                           | türkisch            | Das Ahnenblut |
| Atalay                           | türkisch            | |
| Ataman                           | türkisch            | (Stamm)vater, Oberhaupt, Führer |
| Atanur                           | türkisch / persisch | Der glanzvolle Vorfahre |
| Atasoy                           | türkisch            | |
| Atay                             | türkisch            | |
| Ateş                             | persisch            | Feuer, Eifer |
| Atıf                             | arabisch            | Der Freundliche |
| Atılgan                          | türkisch            | Aktiv, kontaktfreudig, unternehmungslustig |
| Atilla                           | türkisch            | (siehe Attila) |
| Attila                           | türkisch            | Name des Hunnenherrschers Attila, auch auf das gotische Wort für Väterchen zurückgeführt |
| Avcı                             | türkisch            | Jäger |
| Avni                             | arabisch            | Hilfsbereit |
| Avşar                            | türkisch            | Variante von Afşar |
| Ayaz                             | türkisch            | |
| Aybars                           | türkisch            | Mond-Leopard; in einigen Turksprachen ist bars auch die Bezeichnung für den Tiger |
| Aydemir                          | türkisch            | Hell wie der Mond und stark wie Eisen |
| Aydın*                           | türkisch            | Der Intellektuelle; gebildet, erleuchtet |
| Aydoğan                          | türkisch            | |
| Aydoğdu                          | türkisch            | |
| Ayhan                            | türkisch            | Der Führer und der Sohn der Oghusen |
| Ayık                             | türkisch            | |
| Aykaç                            | türkisch            | |
| Aykut                            | türkisch            | |
| Aytaç*                           | türkisch / arabisch | „Mondkrone“ |
| Aytuğ                            | türkisch            | |
| Ayvaz                            | türkisch            | |
| Azim                             | arabisch            | |
| Aziz**                           | arabisch            | |

| Name      | Herkunft            | Bedeutung                                                                                       |
| --------- | ------------------- | ----------------------------------------------------------------------------------------------- |
| Bahadır   | türkisch            | Der Mutige; heldenhaft                                                                          |
| Bahattin  | arabisch            | Die Pracht der Religion                                                                         |
| Bahri     | arabisch            | „Zum Meer gehörig“                                                                              |
| Barbaros  | italienisch         | Der Rotbart (Barbarossa), Beiname des osmanischen Korsaren und Admirals Khair ad-Din Barbarossa |
| Baran     | kurdisch            | Der Regen                                                                                       |
| Barış     | türkisch            | Die Eintracht; der Friede                                                                       |
| Başak     | türkisch            | Ähre, Jungfrau (Sternbild)                                                                      |
| Başar*    | türkisch            |                                                                                                 |
| Başel     | türkisch            |                                                                                                 |
| Başer     | türkisch            |                                                                                                 |
| Baştürk   | türkisch            | Kopf der Türken                                                                                 |
| Batu      | türkisch            | Batu Khan                                                                                       |
| Batuhan   | türkisch            | Batu Khan                                                                                       |
| Baturay   | türkisch            |                                                                                                 |
| Bayar     | türkisch            | Große, erhabene, angesehene und edle Person                                                     |
| Baydar    | türkisch            |                                                                                                 |
| Baykal    | türkisch            | Baikalsee                                                                                       |
| Bayrak    | türkisch            | Fahne, (türkische) Flagge                                                                       |
| Bayraktar | türkisch / persisch | Fahnenträger                                                                                    |
| Bayram    | türkisch            | Das Fest                                                                                        |
| Bayülken  | türkisch            | edel(mütig), hochgestellt, erhaben                                                              |
| Bedir     | türkisch            | Vollmond                                                                                        |
| Bedri     | arabisch            |                                                                                                 |
| Behçet    | arabisch            | Freude                                                                                          |
| Behlül    | türkisch            | Der Lächelnde                                                                                   |
| Behram    | persisch            |                                                                                                 |
| Behzat    | türkisch            |                                                                                                 |
| Bekir     | arabisch            | Der Neugeborene; jungfräulich; der Frühaufsteher                                                |
| Berat     | arabisch            |                                                                                                 |
| Berk      | türkisch            | Der Starke; kräftig, hart; der Blitz                                                            |
| Berkan    | türkisch            | Der Glänzende, der Leuchtende                                                                   |
| Berkant   | türkisch            |                                                                                                 |
| Berkay    | türkisch            |                                                                                                 |
| Berke     | türkisch            | Schwierig                                                                                       |
| Berkel    | türkisch            | Die starke Hand                                                                                 |
| Berker    | türkisch            | Die starke Persönlichkeit                                                                       |
| Berki     | arabisch            | Das Blitzende; scheinend wie ein Blitz                                                          |
| Berkin    | türkisch            | Kräftig, stark, mächtig                                                                         |
| Besim     | arabisch            | Lächelnd                                                                                        |
| Bilal     | arabisch            | Zur Erinnerung an Bilal al-Habaschi, einen Weggefährten des Propheten Mohammed                  |
| Bilge*    | türkisch            | der Weise (entsprechend die Weise bei weiblichen Namensträgern); Namensvorbild ist Bilge Khan.  |
| Bilgiç    | türkisch            | Ein gelehrter, belesener Mann (u. a.)                                                           |
| Bilgin    | türkisch            |                                                                                                 |
| Bilmen    | türkisch            | Gelehrt, belesen, kundig                                                                        |
| Bircan    | türkisch            | Das Leben; die Seele                                                                            |
| Birdal    | türkisch            | Hilfsbereit                                                                                     |
| Birkan    | türkisch            | Aus einem Ursprung, eines Blutes                                                                |
| Birol     | türkisch            | „Sei Der Eine!“; Der Einzigartige; „Sei Eins!“                                                  |
| Bölükbaşı | türkisch            | Scharführer                                                                                     |
| Boran     | türkisch            | Sturm, Gewitter                                                                                 |
| Boyraz    | griechisch          | Nordwind                                                                                        |
| Budak     | türkisch            |                                                                                                 |
| Buğra     | türkisch            |                                                                                                 |
| Bülent    | persisch / indisch  | Der Große; stark, erhaben, mächtig                                                              |
| Bulut     | türkisch            | Wolke                                                                                           |
| Bumin     | türkisch            | Der Name des Gründers des Göktürkenreiches Bumin Khan                                           |
| Bünyamin  | hebräisch           | Benjamin                                                                                        |
| Burak     | arabisch            | Das sagenhafte Reittier Mohammeds                                                               |
| Burhan    | arabisch            | Der Beweis (Gottes)                                                                             |

| Name       | Herkunft            | Bedeutung                                    |
| ---------- | ------------------- | -------------------------------------------- |
| Cafer      | arabisch            |                                              |
| Cahit      | arabisch            |                                              |
| Can*       | persisch            | Das Leben; die Seele                         |
| Canberk    | persisch / türkisch | Stark; mit einer stabilen Persönlichkeit     |
| Candemir   | persisch / türkisch | Can + Demir                                  |
| Caner      | persisch / türkisch | Der Soldat aus Leib und Seele                |
| Cansel     | türkisch            |                                              |
| Cavit      | persisch            | Der Ewige                                    |
| Cebrail*** | hebräisch           | Der Name des Engels Gabriel                  |
| Celâl      | arabisch            | Größe, Ruhm                                  |
| Celil      | arabisch            | Groß, mächtig, erhaben                       |
| Cem        | arabisch            | Zusammenkunft                                |
| Cemal      | arabisch            | Die Schönheit                                |
| Cemil**    | arabisch            | Der Schöne                                   |
| Cengiz     | türkisch            | „Dengiz“: das Meer (Name von Dschingis Khan) |
| Cenk       | türkisch / persisch | Der Kampf; der Krieg                         |
| Cesur      | türkisch            | Der Mutige, der Tapfere                      |
| Cevahir    | arabisch            |                                              |
| Cevat      | arabisch            | Das Gute; die Schönheit                      |
| Cevdet     | arabisch            | Der Reife; groß, fehlerfrei                  |
| Ceyhun     |                     |                                              |
| Cihan*     | persisch            | Die Welt; das Weltall; das Universum         |
| Cihat      | arabisch            | Der heilige Krieg                            |
| Coşkun     | türkisch            | Der Lebhafte; feurig, begeistert             |
| Cuma       | arabisch            | Der Freitag                                  |
| Cüneyt     | arabisch            | Der kleine Soldat                            |

| Name      | Herkunft | Bedeutung                                                    |
| --------- | -------- | ------------------------------------------------------------ |
| Çağdaş    | türkisch |                                                              |
| Çağatay   | türkisch | Das junge Pferd; der Name des zweiten Sohnes Dschingis Khans |
| Çağlar    | türkisch | Begeistert; lebhaft wie ein Wasserfall                       |
| Çağrı     | türkisch | Aufforderung, Aufruf                                         |
| Çakar     | türkisch |                                                              |
| Çakır     | türkisch | Bläulich                                                     |
| Çakmak    | türkisch | Feuerstahl                                                   |
| Çalışkan  | türkisch | Der Fleißige                                                 |
| Çapar     | türkisch |                                                              |
| Çelik     | türkisch | Der Stahl                                                    |
| Çetin     | türkisch | Der Schwierige                                               |
| Çetinkaya | türkisch |                                                              |
| Çevik     | türkisch | Flink, gewandt, hurtig                                       |
| Çiftçi    | türkisch | Bauer                                                        |
| Çınar     | persisch | Platane                                                      |
| Çoban     | persisch | Hirt, Schäfer                                                |
| Çolak     | türkisch | Person mit verkrüppeltem Arm oder verkrüppelter Hand         |

### D–G
| Name      | Herkunft            | Bedeutung                                                      |
| --------- | ------------------- | -------------------------------------------------------------- |
| Dağ       | türkisch            | Berg                                                           |
| Dağdelen  | türkisch            | Der Berg durchbohrende                                         |
| Danyal*** | hebräisch           | Daniel                                                         |
| Davut***  | hebräisch           | David                                                          |
| Demir     | türkisch            | Das Eisen                                                      |
| Demirağ   | türkisch            | Jemand, der kräftig, stark ist                                 |
| Demiray   | türkisch            | Jemand, der streng und unnachgiebig ist                        |
| Demirbaş  | türkisch            | Der Älteste                                                    |
| Demircan  | türkisch / persisch | eigentlich ein Doppelname, gebildet aus Demir (=Timur) und Can |
| Demirel   | türkisch            |                                                                |
| Demirer   | türkisch            |                                                                |
| Demirhan  | türkisch            |                                                                |
| Demirkan  | türkisch            | Das Eisenblut                                                  |
| Demirtaş  | türkisch            |                                                                |
| Deniz*    | türkisch            | Das Meer                                                       |
| Denktaş   | türkisch            |                                                                |
| Derya     | persisch            | Der Ozean; das Meer                                            |
| Devin     | türkisch            | Bewegung, Regung                                               |
| Devran    | arabisch            | Der Lauf der Welt; die Zeit; das Schicksal                     |
| Devrim    | türkisch            | Die Revolution                                                 |
| Dilaver   | persisch            | Tapfer, beherzt                                                |
| Dilmen    | türkisch            |                                                                |
| Dinçay    | türkisch            | Der kraftvolle Mond                                            |
| Dinçer    | türkisch            | Der kraftstrotzende Mann                                       |
| Dindar    | arabisch/persisch   | Fromm, religiös                                                |
| Doğan     | türkisch            | Der Falke                                                      |
| Doğay     | türkisch            | Aufforderung: Mond erscheine!                                  |
| Doğu      | türkisch            | Osten                                                          |
| Doğukan   | türkisch/kurdisch   |                                                                |
| Doğuş     | türkisch            | Die Geburt; der Aufgang (z. B. der Sonne)                      |
| Dönmez    | türkisch            |                                                                |
| Doruk     | türkisch            | Gipfel; Höhepunkt                                              |
| Duman     | türkisch            | Rauch, Nebel                                                   |
| Dündar    | arabisch/persisch   | siehe Dindar                                                   |
| Duran     | türkisch            | „der Standhafte“, „einer, der bleibt“                          |
| Durmuş    | türkisch            | Der Überlebende; der Standhafte                                |
| Dursun    | türkisch            | Sei ihm ein langes Leben beschieden                            |

| Name       | Herkunft            | Bedeutung |
| ---------- | ------------------- | --- |
| Ebrar      | türkisch            | |
| Edhem      | arabisch            | |
| Edip       |                     | Schriftsteller, Gelehrter |
| Ediz       | türkisch            | Der Erhabene; hoch |
| Efe        | türkisch            | Westanatolischer Krieger; türkischer Freiheitskämpfer |
| Efekan     | türkisch            | Der Starke, Mutige |
| Ege        | türkisch/arabisch   | Der Große, Erhabene |
| Egemen     | türkisch            | Beherrschend, dominierend; Herrscher |
| Ekim       | türkisch            | Oktober |
| Ekinci     | türkisch            | Bauer, Landwirt |
| Ekmel      | arabisch            | vollkommen |
| Ekrem      | arabisch            | Der Großzügige; sanftmütig, Elativ von Kerim |
| Eldem      | türkisch            | |
| Elçi       | türkisch            | |
| Elçin      | türkisch            | |
| Emin       | arabisch            | Der Furchtlose; jemand, der Vertrauen hat |
| Emir       | arabisch            | Der Befehlshaber, der Herrscher, der Fürst |
| Emircan    | türkisch            | |
| Emirhan    | türkisch            | |
| Emrah      | arabisch            | |
| Emre       | türkisch            | Der Kamerad; melancholisch, verliebt (einer der Beinamen des Dichters Yunus) |
| Emrullah   | arabisch            | Der Befehl Allahs |
| Enes       | arabisch            | Freundlichkeit, Wohlwollen |
| Enis, Eniz | arabisch            | Vertrauter Freund |
| Engin      | türkisch            | Das Weite; unendlich, niedrig; die offene See |
| Enver      | arabisch            | |
| Eralp      | türkisch            | Ein tapferer Mann |
| Eray       | türkisch            | |
| Eraydın    | türkisch            | Ein gebildeter Mensch |
| Erbay      | türkisch            | Angesehen; reich |
| Erbil      | türkisch            | Der Name der Stadt Erbil (Das Gebiet, in dem Erbil liegt, ist Heimat einer turksprachlichen Minderheit und war bis 1925 zwischen der Türkei und dem britischen Mandat Irak strittig.)                                                                        |
| Ercan      | türkisch/persisch   | Der Mutige; tapfer, lebendig |
| Erçetin    | türkisch            | |
| Ercüment   | persisch            | Der Respektierte |
| Erdal      | türkisch            | Der Jugendliche |
| Erdem      | türkisch            | Die Tugend |
| Erden      | türkisch            | Unberührt, unbefleckt |
| Erdi       | türkisch            | |
| Erdil      | türkisch / persisch | Beherzt, mutig, furchtlos, entschlossen |
| Erdinç     | türkisch            | Kraftvolle Person |
| Erdoğan    | türkisch            | Der Tapfere, eigentlich: „Mann-Falke“ |
| Eren*      | türkisch            | Jemand, der sich Gott verschrieben hat; der mutige Held; der, der das Ziel erreicht; der Zweck |
| Ergin      | türkisch            | |
| Ergun      | mongolisch          | Schnell, rasch; flink, gewandt (u. a.) |
| Ergün      | türkisch            | Eine fügsame Person |
| Erhan      | türkisch            | Der Held; der Anführer |
| Erkal      | türkisch            | |
| Erkan      | türkisch            | Das heldenhafte Blut |
| Erkin      | türkisch            | Unabhängig, frei |
| Erkmen     | türkisch            | Stark, kräftig, mächtig; eindrucksvoll |
| Erkut      | türkisch            | |
| Erman      | türkisch            | der heldenhafte und tapfere Mann |
| Eroğlu     | türkisch            | Sohn des Tapferen |
| Erol       | türkisch            | „Sei ein Mann!“ |
| Ersan      | türkisch            | |
| Ersel      | türkisch            | |
| Ersin      | türkisch            | „Du bist ein heldenhafter Mann“ (Held, Soldat, erfahren) |
| Ersoy      | türkisch            | aus einer Familie von Helden stammend |
| Ersun      | türkisch            | |
| Ertan      | türkisch            | Sonnenaufgang, frühe Morgenstunde |
| Ertekin    | türkisch            | |
| Erten      | türkisch            | |
| Ertuğrul   | türkisch            | Der Aufrichtige; der Heldenhafte (Name des Vaters von Osman I.), eigentlich: „Mann-Habicht“ |
| Ertürk     | türkisch            | Ein tapferer Türke |
| Eryılmaz   | türkisch            | |
| Esat       | arabisch            | Löwe |
| Eşref      | arabisch            | Ein sehr stolzer bzw. sehr ehrenhafter Mann |
| Ethem      | arabisch            | |
| Evren      | türkisch            | Das Weltall; das Universum |
| Evrim*     | türkisch            | Die Evolution |
| Eymen      | arabisch            | |
| Eyüp***    | arabisch            | Hiob; der Name wird zur Erinnerung an Abu Ayyub al-Ansari vergeben, einen Gefährten des Propheten Mohammed, der während der ersten Belagerung von Konstantinopel (674–678) gestorben ist und dessen Grab sich im gleichnamigen Stadtteil Istanbuls befindet. |

| Name      | Herkunft | Bedeutung                                                                  |
| --------- | -------- | -------------------------------------------------------------------------- |
| Fahrettin | arabisch | Der Ruhm der Religion                                                      |
| Fahri**   | arabisch | Ehrenhalber                                                                |
| Faruk     | arabisch | Der die Wahrheit erkennt (Beiname des Zweiten Kalifen Umar ibn al-Chattab) |
| Fatih     | arabisch | Der Eroberer                                                               |
| Faysal    | arabisch | Der Richter bzw. Schlichter                                                |
| Fazıl     | arabisch | Tugendhaft, moralisch gefestigt                                            |
| Fehmi     | arabisch | Mit dem Verständnis zusammenhängend                                        |
| Ferdi**   | arabisch | Der Einzigartige; individuell                                              |
| Ferhat    | arabisch |                                                                            |
| Feridun   | persisch | Einzigartig (u. a.)                                                        |
| Ferit     | arabisch | Der Einzigartige, der Einmalige                                            |
| Fethi     | arabisch | Die Eroberung                                                              |
| Fethullah | arabisch | Die Eroberung Gottes                                                       |
| Fevzi     | arabisch |                                                                            |
| Fikret    | arabisch | Der Gedanke                                                                |
| Fikri     | arabisch | Gebildet, klug                                                             |
| Fırat     | arabisch | Türkischer Name für den Euphrat                                            |
| Fuat      | arabisch | Das Herz                                                                   |
| Furkan    | arabisch | Beweis                                                                     |

| Name              | Herkunft                   | Bedeutung |
| ----------------- | -------------------------- | --- |
| Galip             | arabisch                   | Der Sieger; siegreich, überlegen                                                                                  |
| Gazanfer          | türkisch                   | Löwe, Held, der Mutige                                                                                            |
| Genç              | türkisch                   | Jung, jugendlich                                                                                                  |
| Gençalp / Gencalp | türkisch                   | Ein junger Held                                                                                                   |
| Gençer / Gencer   | türkisch                   | Der junge Mann |
| Giray             | mongolisch                 | |
| Gökalp            | türkisch                   | Der mutige mit blauen Augen; der Eroberer des Himmels                                                             |
| Gökay             | türkisch                   | Der Himmel und der Mond                                                                                           |
| Gökcan            | türkisch / persisch        | Der Blauäugige |
| Gökçe             | türkisch                   | |
| Gökçen            | türkisch                   | Jemand, der schön (hübsch, nett, angenehm) ist                                                                    |
| Gökdemir          | türkisch                   | Jemand, der blauäugig und stark ist                                                                               |
| Gökdeniz          | türkisch                   | Der Himmel und das Meer                                                                                           |
| Göker             | türkisch                   | Der Blauäugige |
| Gökhan            | türkisch                   | Der Gott des Himmels (nach alttürkischem Glauben); der Herrscher des Himmels                                      |
| Göksel            | türkisch                   | himmlisch, „Himmelsflut“                                                                                          |
| Göksu             | türkisch                   | Blaues Wasser |
| Göktan            | türkisch                   | Der Sonnenaufgang; die aufgehende Sonne am Himmel                                                                 |
| Göktürk           | türkisch                   | Göktürke |
| Görkem            | türkisch                   | Der Glanz; die Herrlichkeit                                                                                       |
| Güçlü             | türkisch                   | Stark, kräftig; mächtig                                                                                           |
| Gültekin          | türkisch                   | Namensvorbild ist der alttürkische Feldherr und Staatsmann Kül Tigin; volksetymologisch als „Rosenprinz gedeutet“ |
| Gümüş             | türkisch                   | Silber |
| Günal             | türkisch                   | |
| Gündoğan          | türkisch                   | Der anbrechende Tag                                                                                               |
| Gündüz            | türkisch                   | Der Tag |
| Güner             | türkisch                   | Zeit der Morgendämmerung                                                                                          |
| Güneş             | türkisch                   | Sonne |
| Güney             | türkisch                   | Der Süden |
| Güngör            | türkisch                   | |
| Gür               | türkisch                   | |
| Güray             | türkisch                   | |
| Gürbüz            | türkisch                   | |
| Gürcan            | türkisch / persisch        | „Reich an Leben“; kraftvoll, lebensstark                                                                          |
| Gürdal            | türkisch                   | |
| Gürhan            | türkisch                   | |
| Gürkan            | türkisch, evtl. mongolisch | „lebendige, vollblütige Person“ (?)                                                                               |
| Gürsel            | türkisch / arabisch        | |
| Güven             | türkisch                   | Vertrauen; Mut |
| Güvenç            | türkisch                   | |

### H–K
| Name       | Herkunft  | Bedeutung                                                       |
| ---------- | --------- | --------------------------------------------------------------- |
| Hakan      | türkisch  | Der Herrscher/Der Kriegsherr                                    |
| Hakkı      | arabisch  | Der Gerechte; der Gute                                          |
| Halil**    | arabisch  | Der Freund                                                      |
| Halim      | arabisch  | Der Nachsichtige                                                |
| Halis**    | arabisch  | Echt, rein                                                      |
| Halit      | arabisch  | Jemand, der lange lebt                                          |
| Haluk      | arabisch  | Der Menschliche; gutmütig, gut erzogen                          |
| Hamdi      | arabisch  | Der Lobende, Dankende                                           |
| Hamit      | arabisch  | Der Lobenswerte                                                 |
| Hanefi     | arabisch  | Hanefite                                                        |
| Harun***   | hebräisch | Aaron                                                           |
| Hasan      | arabisch  | Der sehr Gute und Schöne (Name des Enkels des Propheten)        |
| Haşim      | arabisch  |                                                                 |
| Hayati     | arabisch  |                                                                 |
| Haydar     | arabisch  | Löwe                                                            |
| Hayrettin  | arabisch  | Gesegneter des Glaubens                                         |
| Hayri      | arabisch  |                                                                 |
| Heper      | türkisch  |                                                                 |
| Hidayet    | arabisch  | Guter Moslem                                                    |
| Hikmet     | arabisch  | Weisheit                                                        |
| Hilmi      | arabisch  | Ein freundlicher, liebenswürdiger, gutmütiger Mann              |
| Himmet     | arabisch  | Der Fleiß; der Eifer; die Ausdauer; die Geduld; die Anstrengung |
| Hulusi     | arabisch  | Aufrichtig, herzlich                                            |
| Hüsamettin | arabisch  | Das Schwert der Religion (des Islam)                            |
| Hüseyin    | arabisch  | Der kleine Hasan                                                |
| Hüsnü      | arabisch  | frei übersetzt „Schöngeist“                                     |

| Name  | Herkunft | Bedeutung |
| ----- | -------- | --------- |
| Işık* | türkisch | Das Licht |

| Name        | Herkunft             | Bedeutung                                                       |
| ----------- | -------------------- | --------------------------------------------------------------- |
| İbrahim***  | hebräisch            | Abraham                                                         |
| İhsan       | arabisch             | Wohltat, Gunstbezeugung                                         |
| İlhami      | arabisch             | Der Inspirierende                                               |
| İlhan*      | türkisch             | (alter türkischer und mongolischer Titel)                       |
| İlkan       | türkisch             | Blut des Landes                                                 |
| İlkay       | türkisch             | Der Neumond; der erste Mond                                     |
| İlker       | türkisch             | Der erste Mann und Soldat                                       |
| İlter       | türkisch             | Der seine Heimat liebt und beschützt (Patriot)                  |
| İlteriş     | türkisch             | Der Name des Wiedererrichters des Göktürkenreiches Eltäriş Khan |
| İlyas***    | hebräisch            | Elias                                                           |
| İnan        | türkisch             | Glaube!                                                         |
| İnanç       | türkisch             | Der Glaube                                                      |
| İnce        | türkisch             | Schlank (und weit. Bedeutungen)                                 |
| İrfan       | arabisch             | Wissen, Weisheit                                                |
| İsa***      | hebräisch            | Jesus                                                           |
| İşcan       | türkisch / persisch  |                                                                 |
| İshak***    | hebräisch            | Isaak                                                           |
| İskender*** | griechisch /arabisch | Alexander                                                       |
| İsmail***   | hebräisch            | Ismael, „Gott erhört dich“                                      |
| İsmet       | arabisch             | Die Reinheit                                                    |
| İstemi      | türkisch             | Der Name des Göktürkenherrschers Iştämi Khan                    |
| İzzet       | arabisch             | Die Ehre                                                        |

| Name       | Herkunft              | Bedeutung                                                 |
| ---------- | --------------------- | --------------------------------------------------------- |
| Kaan       | türkisch              | Herrscher, Befehlshaber, Kaiser                           |
| Kadir      | arabisch              | Der Kräftige; mächtig, stolz; die Ehre; der Wert          |
| Kadri      | arabisch              | Der Wert, von Wert                                        |
| Kağan      | türkisch              | Der Herrscher; der Kaiser; der Großkhan (Khagan)          |
| Kahraman   | persisch              | Held                                                      |
| Kalkan     | türkisch              | Der Schild; der Beschützer                                |
| Kamber     | arabisch              | Der treue Freund; der treue Diener                        |
| Kamil      | arabisch              | Der Vollkommene; der Anständige                           |
| Kaplan     | türkisch              | Tiger                                                     |
| Kara       | türkisch              | Mutig, couragiert (wörtlich: schwarz, dunkel)             |
| Karabulut  | türkisch              | Dunkle Wolke                                              |
| Karadeniz  | türkisch              | Schwarzes Meer                                            |
| Karaduman  | türkisch              | Schwarzer Rauch                                           |
| Karakaş    | türkisch              | Schwarze Augenbrauen                                      |
| Karakoç    | türkisch              | Schwarzer Hammel                                          |
| Karan      | türkisch              | Heldenhaft, beherzt, tapfer                               |
| Karataş    | türkisch              | Schwarzer Stein                                           |
| Kartal     | türkisch              | Adler                                                     |
| Kaya       | türkisch              | Der Felsen                                                |
| Kayacan    | türkisch/persisch     | eine Seele, stark wie ein Stein                           |
| Kayhan     |                       | Der starke und mächtige Herrscher                         |
| Kaynak     | türkisch              | Quelle                                                    |
| Kâzım      | arabisch              |                                                           |
| Keleş      | türkisch              |                                                           |
| Kemal      | arabisch              | Der Vollkommene                                           |
| Kemalettin | arabisch              | Vollkommenheit des Glaubens                               |
| Kenan      | hebräisch             | Das Land von Kanaan; Kanaan; Palästina                    |
| Kent       | sogdisch              | Stadt bzw. Provinzstadt                                   |
| Kerem      | arabisch              | Der Edelmut                                               |
| Kerim**    | arabisch              | Der Großzügige (u. a.)                                    |
| Keskin     | türkisch              | scharf, hart, streng                                      |
| Kılıç      | türkisch              | Schwert                                                   |
| Kıraç      | türkisch              | dünn, hager, mager                                        |
| Kıvanç     | türkisch              | Der Stolz                                                 |
| Koç        | türkisch              | Der Widder                                                |
| Kocabey    | türkisch              |                                                           |
| Koçak      | türkisch              |                                                           |
| Koçer      | türkisch              |                                                           |
| Köken      | türkisch              |                                                           |
| Köksal     | türkisch              |                                                           |
| Kolat      | türkisch              | Sei behilflich!                                           |
| Konuk      | türkisch              | Gast                                                      |
| Koray      | türkisch              | Feurig, lebendig                                          |
| Korhan     | türkisch              | Der Herrscher des Feuers, der feurige/lebendige Herrscher |
| Korkmaz    | türkisch              | Der Furchtlose                                            |
| Köse       | türkisch              |                                                           |
| Kubat      | türkisch              |                                                           |
| Kubrat     | türkisch              |                                                           |
| Kubrathan  | türkisch              |                                                           |
| Kubilay    | mongolisch            | Name des Khubilai Khan                                    |
| Kürşat     | türkisch              | Der Tapfere, der Held                                     |
| Kurtcebe   | türkisch / mongolisch |                                                           |
| Kurtuluş   | türkisch              | Die Befreiung                                             |

### L–O
| Name    | Herkunft | Bedeutung                                                                                        |
| ------- | -------- | ------------------------------------------------------------------------------------------------ |
| Lâçin   | türkisch | Eine Falkenart; steil, schwer                                                                    |
| Levent  | persisch | stattlicher junger Mann; auch Bezeichnung für einen Angehörigen einer osmanischen Militäreinheit |
| Levin   | arabisch | Farbe; Charakter                                                                                 |
| Lütfi** | arabisch | Güte, Schönheit                                                                                  |

| Name                | Herkunft            | Bedeutung                                                                                         |
| ------------------- | ------------------- | ------------------------------------------------------------------------------------------------- |
| Mahir               | arabisch            | Geschickt, erfahren, geeignet                                                                     |
| Mahmut              | arabisch            | Der Gepriesene                                                                                    |
| Malik               | arabisch            |                                                                                                   |
| Mazhar              | arabisch            | Geehrt, verehrt                                                                                   |
| Mazlum              | arabisch            | Leise, ruhig, mild, sanft; auch: unterdrückt                                                      |
| Mehmet              | arabisch            | Türkische Form des Namens Mohammed                                                                |
| Melih               | arabisch            | Schön, anmutig, freundlich, liebenswürdig                                                         |
| Memduh              | arabisch            |                                                                                                   |
| Memiş               | türkisch            |                                                                                                   |
| Mert                | persisch            | Der Männliche; tapfer                                                                             |
| Mertcan             | persisch            | Mert + Can                                                                                        |
| Mesut               | arabisch            | Glücklich, beglückt                                                                               |
| Mete                | türkisch            | Name des Chanyus (Herrschertitel) des Großhunnischen Reiches Mete Khan                            |
| Metehan             | türkisch            | vgl. Mete                                                                                         |
| Metin               | arabisch            | Der Standhafte                                                                                    |
| Mevlüt, auch Mevlit | arabisch            |                                                                                                   |
| Midhat              | arabisch            | Das Lob (auch Mithat)                                                                             |
| Mihri               | persisch            | Auf die Sonne bezogen                                                                             |
| Mikail***           | hebräisch           | Name des Erzengels Michael                                                                        |
| Miraç               | arabisch            | Himmelfahrt Mohammeds                                                                             |
| Mithat              | arabisch            | Das Lob (auch Midhat)                                                                             |
| Muammer             | arabisch            |                                                                                                   |
| Mücahit             | arabisch            | Glaubenskämpfer                                                                                   |
| Müfit               |                     | Der Sanfte, der Ruhige; der Weise                                                                 |
| Muhammet            | arabisch            | Form des Namens Mohammed                                                                          |
| Muharrem            | arabisch            |                                                                                                   |
| Muhittin            | arabisch            | Der, der die Religion stärker macht                                                               |
| Muhlis              | arabisch            | Aufrichtig, herzlich, echt                                                                        |
| Muhsin              | arabisch            | Mildtätig                                                                                         |
| Müjdat              | persisch / arabisch | Gute, freudige Nachrichten                                                                        |
| Mümin**             | arabisch            | Der Gläubige                                                                                      |
| Münir**             | arabisch            |                                                                                                   |
| Murat               | arabisch            | Der Erwünschte                                                                                    |
| Murathan            | arabisch / türkisch | Murat und han, zur Erinnerung an die osmanischen Sultane mit dem Namen Murad, namentlich Murad I. |
| Musa***             | hebräisch           | Moses                                                                                             |
| Müslüm              | arabisch            | Der Muslim                                                                                        |
| Mustafa             | arabisch            | Der Auserwählte                                                                                   |
| Mutlu               | türkisch            | Glücklich                                                                                         |
| Muzaffer            | arabisch            | Sieger, siegreich                                                                                 |

| Name       | Herkunft            | Bedeutung                                                 |
| ---------- | ------------------- | --------------------------------------------------------- |
| Naci       | arabisch            | Gerettet, befreit; jemand, der ins Paradies eingehen wird |
| Nadir**    | arabisch            | Der Seltene                                               |
| Nahit*     | persisch            | „Junge Blüte“                                             |
| Naim       | arabisch            | friedvoll, ruhig; ungezwungen                             |
| Namık      | arabisch            | Der Schriftsteller                                        |
| Nasri      | arabisch            |                                                           |
| Nazif      | arabisch            | sauber, rein; anständig, korrekt                          |
| Nazım      | arabisch            |                                                           |
| Nazmi      | arabisch            | Der sich mit Gedichten beschäftigt                        |
| Necat      |                     | Erlösung, Rettung, (Seelen)heil; Sicherheit, Schutz       |
| Necati     | arabisch            | Die Freiheit betreffend                                   |
| Necdet     | arabisch            | Mut, Stärke                                               |
| Necip      | arabisch            |                                                           |
| Necmettin  | arabisch            |                                                           |
| Necmi      | arabisch            |                                                           |
| Nedim      | arabisch            | Vertrauter Freund                                         |
| Neşet      | arabisch            |                                                           |
| Nevzat     | persisch            |                                                           |
| Nezih      | arabisch            |                                                           |
| Nihat      | persisch            | Das Temperament; der Charakter                            |
| Niyazi     | persisch            |                                                           |
| Nizamettin | arabisch            | Der die Gebote der Religion achtet                        |
| Noyan      | mongolisch          | Oberbefehlshaber, Führer, Herr                            |
| Nuh        | hebräisch           | Noah                                                      |
| Numan      | arabisch            |                                                           |
| Nurdoğan   | arabisch / türkisch | Lichtfalke                                                |
| Nurettin   | arabisch            | Das Licht der Religion                                    |
| Nuri       | arabisch            | Hell; erleuchtet                                          |
| Nurullah   | arabisch            | Licht Allahs                                              |
| Nusret     | arabisch            | Hilfe; Erfolg, Überlegenheit                              |

| Name        | Herkunft               | Bedeutung |
| ----------- | ---------------------- | --- |
| Oğulcan     | türkisch / persisch    | Ein sehr geliebtes Kind (Sohn) |
| Ogün        | türkisch               | Jemand, der an einem bestimmten Tag geboren wird. (Der Name wurde vermehrt den Kindern gegeben, die am Todestag Atatürks geboren wurden.) |
| Oğuz        | türkisch               | Der rein und gut Erschaffene; stabil, stark                                                                                               |
| Oğuzhan     | türkisch               | Der heldenhafte, mutige und starke Herrscher (Name des legendären Oghus Khan)                                                             |
| Okan        | türkisch               | verständnisvoll |
| Okatan      | türkisch               | |
| Okay        | türkisch               | Der Pfeilmond |
| Oktay       | türkisch               | Zusammengesetzt aus Ok: Pfeil und Tay: Fohlen                                                                                             |
| Okur        | türkisch               | |
| Okyar       | türkisch / persisch    | Rege; treuer Freund |
| Okyay       | türkisch               | Schnell wie ein Pfeil und stark wie ein Bogen                                                                                             |
| Olcay       | mongolisch             | Das Glück; der Glückliche |
| Onar        | türkisch               | |
| Onay        | türkisch               | |
| Onur        | türkisch               | Die Ehre; die Würde |
| Onurcan     | französisch / persisch | Onur + Can |
| Oran        | türkisch               | Ausmaß, Proportion |
| Orhan/Orkan | türkisch               | Der Stadtverwalter; der Stadtrichter |
| Orhun/Orkun | türkisch               | |
| Osman       | arabisch               | Osman I. war der Begründer des Osmanischen Reiches.                                                                                       |
| Ozan        | türkisch               | Der Dichter; der Poet |

### Ö–S
| Name    | Herkunft            | Bedeutung                                     |
| ------- | ------------------- | --------------------------------------------- |
| Öcal    | türkisch            | „Nimm Rache!“                                 |
| Öktem   | türkisch            | Stark; ehrenhaft                              |
| Ölmez   | türkisch            | Unsterblich, unvergänglich                    |
| Ömer    | arabisch            | Die türkische Form von Umar                   |
| Ömür    | arabisch            | Das Leben, die Lebensdauer                    |
| Önal    | türkisch            |                                               |
| Önder   | türkisch            | Der Wegweiser; Führer, Anführer, Vorsitzender |
| Öner    | türkisch            |                                               |
| Örnek   | türkisch            | Beispiel, Vorbild, Modell                     |
| Ötüken  | türkisch            |                                               |
| Öymen   | türkisch            | Ein häuslicher Mensch                         |
| Özal    | türkisch            |                                               |
| Özay    | türkisch            | Dessen Wesen rein wie der Mond ist            |
| Özbek   | türkisch            | Usbeke                                        |
| Özberk  | türkisch            |                                               |
| Özbey   | türkisch            |                                               |
| Özbir   | türkisch            |                                               |
| Özcan   | türkisch            | „Leibliche Seele“                             |
| Özçelik | türkisch            |                                               |
| Özdal   | türkisch            |                                               |
| Özdemir | türkisch            | Echtes Eisen                                  |
| Özden   | türkisch            |                                               |
| Özdil   | türkisch / persisch | Herzlich, innig, aufrichtig befreundet        |
| Özdoğan | türkisch            | Ein wahrer Bruder                             |
| Özek    | türkisch            |                                               |
| Özel    | türkisch            |                                               |
| Özen    | türkisch            |                                               |
| Özer    | türkisch            | Der wahre Soldat                              |
| Özgür   | türkisch            | Der Freie, Der Unabhängige                    |
| Özhan   | türkisch            | jemand, der aus der königlichen Familie kommt |
| Özkan   | türkisch            | Das reine und echte Blut                      |
| Özkaya  | türkisch            |                                               |
| Özkök   | türkisch            |                                               |
| Özlü    | türkisch            | Echt, wesentlich, wirklich                    |
| Özmen   | türkisch            |                                               |
| Özmert  | türkisch / persisch | Jemand, der wahrhaft großzügig ist            |
| Özoğuz  | türkisch            | Ein wahrer Held                               |
| Özsoy   | türkisch            |                                               |
| Öztekin | türkisch            | Der Einzigartige                              |
| Öztürk  | türkisch            | Der wahre Türke, ein reinrassiger Türke       |

| Name   | Herkunft   | Bedeutung                                   |
| ------ | ---------- | ------------------------------------------- |
| Pars   | persisch   | Der Panther; geschickt, stürmisch, impulsiv |
| Polat  | persisch   |                                             |
| Poyraz | griechisch | Nord(ost)wind                               |

| Name    | Herkunft | Bedeutung                                                                        |
| ------- | -------- | -------------------------------------------------------------------------------- |
| Rafet   | arabisch | Barmherzigkeit, Mitleid                                                          |
| Ragıp   | arabisch |                                                                                  |
| Rahim   | arabisch | barmherzig                                                                       |
| Rahmi   | arabisch |                                                                                  |
| Ramazan | arabisch | Der heiße Monat (Ramadan)                                                        |
| Rasim   | arabisch | Maler                                                                            |
| Raşit   | arabisch | Rechtgläubiger                                                                   |
| Rauf    | arabisch | Glücklicher, freudiger Tag                                                       |
| Recai   | arabisch |                                                                                  |
| Recep   | arabisch | Der Respekt; ansehnlich; ein Monatsname des islamischen Kalenders                |
| Refik   | arabisch | Gefährte                                                                         |
| Reha    | persisch | Rettung, Erlösung                                                                |
| Remzi   | arabisch |                                                                                  |
| Reşat   | arabisch | Einschlagen des rechten Weges                                                    |
| Reşit   | arabisch | Reif; mündig                                                                     |
| Rıdvan  | arabisch | Zufriedenheit; ein Engel, der das Tor zum Himmel hütet: „Wächter des Paradieses“ |
| Rıfat   | arabisch | Erhabenheit – auch Rifat                                                         |
| Rıza    | arabisch | Zufriedenheit                                                                    |
| Rüstem  | persisch | die türkische Form des Namens Rostam                                             |
| Rüştü   | arabisch | Rechtgeleitet                                                                    |

| Name                    | Herkunft            | Bedeutung                                                 |
| ----------------------- | ------------------- | --------------------------------------------------------- |
| Sabahattin / Sebahattin | arabisch            | Morgen der Religion                                       |
| Sabri                   | arabisch            | Die Geduld                                                |
| Sadi                    | arabisch            |                                                           |
| Safa                    | arabisch            | Name eines Berges in der Nähe von Mekka                   |
| Saffet                  | arabisch            |                                                           |
| Sağlam                  | türkisch            | stabil, fest                                              |
| Sait                    | arabisch            |                                                           |
| Sakıp                   | arabisch            | Hell, glänzend, strahlend; hervorragend                   |
| Salih                   | arabisch            | Der Fromme                                                |
| Samet, auch Samed       | arabisch            | Der Unabhängige                                           |
| Sami                    | arabisch            | Hochgestellt, edel(mütig), erhaben                        |
| Samir                   | arabisch            | Der Schöne; Prinz                                         |
| Sancar                  | türkisch            | Der Sieger                                                |
| Sarıkaya                | türkisch            | Stark (kräftig) und blond                                 |
| Sarper                  | türkisch            | Der Starke, Kräftige, der Unüberwindbare                  |
| Savaş                   | türkisch            | Der Krieg                                                 |
| Sayan                   | türkisch            |                                                           |
| Saygın                  | türkisch            | Angesehen; auch Saygun                                    |
| Sayın                   | türkisch            |                                                           |
| Sazak                   | türkisch            |                                                           |
| Seçkin*                 | türkisch            | Der Auserwählte; der Vornehme                             |
| Sedat                   | arabisch            | Der Rechtschaffene                                        |
| Sefa                    | arabisch            |                                                           |
| Sefer                   | arabisch            | Die Reise; der Krieg                                      |
| Selahattin              | arabisch            | Das Wohlergehen der Religion (türkische Form von Saladin) |
| Selçuk                  | türkisch            | Bezug auf Seldschuken                                     |
| Selek                   | türkisch            |                                                           |
| Selim**                 | arabisch            | Der Wohlbehaltene (türkische Form von Salim)              |
| Selman                  | arabisch            | Salman                                                    |
| Selva                   | arabisch            |                                                           |
| Semavi                  | arabisch            |                                                           |
| Semih                   | arabisch            | Der Freigebige; großzügig                                 |
| Semir                   | arabisch            |                                                           |
| Sena                    | arabisch            |                                                           |
| Sencer                  |                     | Eine verständnisvolle Person                              |
| Senol                   | türkisch            |                                                           |
| Serdal                  | türkisch / persisch | Der Anführer, der Wichtige                                |
| Serdar                  | persisch / kurdisch | Der Befehlshaber, der Kommandant                          |
| Serhat                  | persisch / arabisch | Beschützer (der Landesgrenze)                             |
| Sercan                  | persisch            |                                                           |
| Serkan                  | persisch / türkisch | Das adelige Blut; der Vorsitzende; das Oberhaupt          |
| Sertan                  | türkisch            |                                                           |
| Servet                  | arabisch            | Vermögen, Wohlstand, (großer) Reichtum                    |
| Seyfettin               | arabisch            | Das Schwert der Religion                                  |
| Seyfullah               | arabisch            | Das Schwert Gottes                                        |
| Seyhan                  | arabisch            |                                                           |
| Sezai                   | persisch            | Passend, geeignet                                         |
| Sezer                   | türkisch            | Der Verständnisvolle, Feinfühlige                         |
| Sezgin                  | türkisch            | Feinfühlig                                                |
| Sinan                   | arabisch            | Die Speerspitze                                           |
| Sırrı                   | arabisch            |                                                           |
| Soner                   | türkisch            |                                                           |
| Sönmez                  | türkisch            | Der nicht Ausgehende (Bezug auf z. B. Kerze geht aus)     |
| Soykan                  | türkisch            |                                                           |
| Soylu                   | türkisch            | Edel, adelig, erhaben                                     |
| Soysal                  | türkisch            | Kultiviert, zivilisiert                                   |
| Sözen                   | türkisch            |                                                           |
| Sözer                   | türkisch            |                                                           |
| Suat                    | arabisch            | Glücklich                                                 |
| Sükan                   | türkisch            | Kräftig, stark, mächtig; tapfer, ein Held                 |
| Süleyman***             | hebräisch           | Salomon                                                   |
| Sümer                   | türkisch (?)        |                                                           |

### Ş–Ü
| Name       | Herkunft | Bedeutung                                               |
| ---------- | -------- | ------------------------------------------------------- |
| Şaban      | arabisch | Achter Monat des Islamischen Mondkalenders; der Abstand |
| Şadi       | persisch |                                                         |
| Şafak      | arabisch | Morgenröte                                              |
| Şahan      | persisch | Variante von Şahin                                      |
| Şahin      | persisch | Der Falke                                               |
| Şakir      | arabisch | Der Dankende                                            |
| Şanlı      | türkisch |                                                         |
| Şayan      | persisch |                                                         |
| Şen        | türkisch | fröhlich, heiter, lustig                                |
| Şener      | türkisch |                                                         |
| Şenol      | türkisch |                                                         |
| Şerafettin | arabisch |                                                         |
| Şeref      |          | Ehre, Ansehen, Achtung; vgl. Şeref                      |
| Şerif      | arabisch |                                                         |
| Şevket     | arabisch | Der Großmutige; der Erhabene                            |
| Şimşek     | türkisch | Blitz                                                   |
| Şükrü      | arabisch |                                                         |

| Name                 | Herkunft            | Bedeutung |
| -------------------- | ------------------- | --- |
| Taha                 | arabisch            | (Bedeutung umstritten) |
| Tahir                | arabisch            | Echt, rein, keusch, streng |
| Tahsin               | arabisch            | Verschönerung, Verbesserung |
| Talha                | arabisch            | |
| Tamer                | arabisch/türkisch   | Der Geachtete |
| Tan                  | türkisch            | Der Sonnenaufgang |
| Taner                | türkisch            | Der Soldat und Mann im Sonnenaufgang                                                                                             |
| Tanju                | türkisch            | Titel, der durch Chinesen an türkische Herrscher verliehen wurde                                                                 |
| Tanrıkulu            | türkisch            | Türkisierung von Abdullah (Knecht Gottes)                                                                                        |
| Tarık                | arabisch            | Der Morgenstern; der Wegbegleiter, und weitere Bedeutungen                                                                       |
| Tarik                | arabisch            | |
| Tarkan (auch Tarhan) | türkisch            | Der Stellvertreter; der Wesir; vornehm, ehrenwert; Schmied                                                                       |
| Taşdemir             | türkisch            | |
| Taşkın               | türkisch            | |
| Taşkıran             | türkisch            | Steinbrecher |
| Tayfun               | englisch            | Taifun (engl. Typhoon) |
| Tayfur               | arabisch            | |
| Taylan               | türkisch            | Von kräftigem Wuchs |
| Teber                | persisch            | |
| Tekin                | türkisch            | Der Zuverlässige |
| Temel                | griechisch          | Fundament, Grundlage |
| Teoman               | türkisch            | Abgeleitet von T’ou-man, einem Herrscher der Hunnen                                                                              |
| Tevfik**             | arabisch            | |
| Teymur               | türkisch            | Eisen |
| Tezcan               | persisch            | Ungeduldig; aufgeregt |
| Tezel                | persisch / türkisch | Geschickt, gewandt |
| Timur                | türkisch            | Name des zentralasiatischen Herrschers Timur (osttürkische Form des türkeitürkischen Demir, das Der Eiserne; das Eisen bedeutet) |
| Timuçin              | türkisch            | Der Eisenschmied (Geburtsname Dschingis Khans)                                                                                   |
| Tınaz                | türkisch            | Gras- bzw. Heu- oder Strohhaufen                                                                                                 |
| Tok                  | türkisch            | |
| Tolga                | türkisch            | Der Eisenhelm |
| Tolgahan             | türkisch            | |
| Tolgay               | türkisch            | Umwelt, Umgebung |
| Toprak               | türkisch            | Erdboden |
| Topuz                | türkisch            | |
| Toraman              | türkisch            | Kraftvolle Person |
| Torun                | türkisch            | Enkel |
| Tosun                | türkisch            | Gesund, stämmig |
| Tufan                | arabisch            | „Sintflut“ |
| Tugay                | türkisch            | Die Brigade |
| Tümer                | türkisch            | Der richtige Mann |
| Tuna                 | türkisch            | Prachtvoll, stattlich; Donau |
| Tunahan              | türkisch            | Tuna + han |
| Tunay                | türkisch            | |
| Tunç                 | türkisch            | Die Bronze |
| Tuncay               | türkisch            | „Bronzener Mond“ |
| Tunçay               | türkisch            | s. Tuncay |
| Tuncel               | türkisch            | |
| Tuncer               | türkisch            | Stark, wie eine Bronze |
| Turan                | türkisch            | |
| Türel                | türkisch            | Das Recht (Gesetz) betreffend |
| Turgay               | türkisch            | Die Feldlerche |
| Turgut               | türkisch            | Der Wohnort; die Wohnung |
| Turhan               | türkisch            | |
| Türker               | türkisch            | Der tapfere Türke |
| Türkkan              | türkisch            | Von türkischer Abstammung |
| Türkmen              | türkisch            | |
| Türkyılmaz           | türkisch            | Ein Türke lässt sich nicht einschüchtern.                                                                                        |
| Tüzemen              | türkisch            | |
| Tüzmen               | türkisch            | Tüzemen |

| Name    | Herkunft            | Bedeutung                                      |
| ------- | ------------------- | ---------------------------------------------- |
| Uçar    | türkisch            |                                                |
| Ufuk    | arabisch            | Der Horizont                                   |
| Uğur    | türkisch            | Das Vorzeichen; das Omen; das Glück            |
| Uğurcan | türkisch / persisch | Glück bringend, gut geraten                    |
| Uluç    | türkisch            | Geachtet, angesehen                            |
| Ulusoy  | türkisch            | Untadeliger Abstammung                         |
| Ulvi**  | arabisch            | Der Erhabene; hoch, zur Himmelsregion gehörend |
| Umut    | türkisch            | Die Hoffnung                                   |
| Ural    | türkisch            |                                                |
| Uraz    | türkisch            | Schicksal, Chance, Glück                       |
| Uslu    | türkisch            | Vernünftig, artig, brav                        |
| Usta    | persisch            | Meister; meisterhaft, erfahren                 |
| Utku    | türkisch            | Sieg                                           |
| Uygar   | türkisch            | Zivilisiert, kultiviert                        |
| Uygun   | türkisch            | Passend, geeignet, günstig                     |
| Uygur   | türkisch            | Uigure                                         |
| Uysal   | türkisch            | friedlich, sanftmütig, harmonisch              |
| Uzay    | türkisch            | Das Universum; das Weltall                     |

| Name  | Herkunft | Bedeutung                      |
| ----- | -------- | ------------------------------ |
| Ümit  | persisch | Die Hoffnung                   |
| Ünal  | türkisch | „Sammle Ruhm!“                 |
| Üner  | türkisch | Eine bekannte, berühmte Person |
| Ünlü  | türkisch | Bekannt, berühmt               |
| Ünsal | türkisch |                                |
| Ünver | türkisch |                                |

### V–Z
| Name   | Herkunft    | Bedeutung                              |
| ------ | ----------- | -------------------------------------- |
| Vahit  | arabisch    | Einzigartig, einmalig, einzeln         |
| Vardar | türkisch    |                                        |
| Varol  | türkisch    | zu leben beginnen                      |
| Vedat  | arabisch    | Die Liebe und Freundschaft             |
| Vehbi  | arabisch    | Die Gottesgabe                         |
| Veli   | arabisch    |                                        |
| Veysel | arabisch    | Wolf                                   |
| Volkan | französisch | Der Vulkan                             |
| Vural  | türkisch    | „Schlag und nimm!“, „Setz Dich durch!“ |

| Name     | Herkunft             | Bedeutung                                                                    |
| -------- | -------------------- | ---------------------------------------------------------------------------- |
| Yahya*** | hebräisch            | „Der Herr ist gnädig“ (Johannes)                                             |
| Yakup*** | hebräisch / arabisch | Jakob                                                                        |
| Yamaç    | türkisch             | Seite, Abhang (eines Berges)                                                 |
| Yakut    | arabisch             | Der Rubin                                                                    |
| Yalçın   | türkisch             | steil, senkrecht, gerade; auch: glänzend                                     |
| Yaman    | türkisch             |                                                                              |
| Yanar    | türkisch             | brennend, brennbar                                                           |
| Yanık    | türkisch             | verbrannt; auch: empfindsam, gefühlvoll                                      |
| Yankı    |                      | Echo, Reflexion                                                              |
| Yaşar    | türkisch             | wird leben                                                                   |
| Yasin    | arabisch             | Einleitungsbuchstaben der Koransure Yasin (36:1)                             |
| Yavaş    | türkisch             | Langsam; ruhig, sanft                                                        |
| Yavuz    | türkisch             | Der Ehrliche; vertrauenswürdig, tapfer, mutig, streng (Beiname von Selim I.) |
| Yazar    | türkisch             | Schriftsteller, Autor, Verfasser                                             |
| Yekta    | persisch             | Einzigartig, außergewöhnlich, unvergleichlich                                |
| Yener    | türkisch             |                                                                              |
| Yiğit    | türkisch             | Held                                                                         |
| Yiğitcan | türkisch / persisch  |                                                                              |
| Yıldıray | türkisch             | Glänzend, strahlend (wie der Mond)                                           |
| Yıldırım | türkisch             | Blitz                                                                        |
| Yılmaz   | türkisch             | Der Unerschrockene; furchtlos                                                |
| Yolcu    | türkisch             | Reisender, Passagier                                                         |
| Yörük    | türkisch             | Nomade                                                                       |
| Yüce     | türkisch             | Hoch; erhaben                                                                |
| Yücel    | türkisch             | Hoch; erhaben                                                                |
| Yüksel   | türkisch             |                                                                              |
| Yunus*** | arabisch             | Jonas (hebr.: Die Taube); im Türk. auch: Delfin                              |
| Yusuf*** | hebräisch            | Josef                                                                        |

| Name        | Herkunft | Bedeutung                                  |
| ----------- | -------- | ------------------------------------------ |
| Zafer       | arabisch | Der Sieg; der Triumph                      |
| Zekeriya*** | arabisch | Zacharias                                  |
| Zeki        | arabisch | Der Aufgeweckte; der Geistreiche und Kluge |
| Zengin      | persisch | Der Reiche                                 |
| Ziya        | arabisch | Glanz, Pracht, Größe                       |
| Zorlu       | türkisch | Das/Der Schwierige                         |

## Weibliche Vornamen und ihre Bedeutungen
- Alle mit einem Stern(*) versehenen Vornamen sind sowohl männliche als auch weibliche Vornamen, aber sind häufiger beim weiblichen Geschlecht anzutreffen.
- Mit zwei Sternen(**) versehene Vornamen gehören zu den Vornamen, die aus der männlichen Entsprechung des Namens abgeleitet sind. Ihre Bedeutung wird unter ihrem männlichen Gegenstück angegeben.
- Mit drei Sternen (***) gekennzeichnete Vornamen haben eine Entsprechung im Deutschen und sind meistens biblische Namen.

| Inhaltsverzeichnis A–Ç D–G H–J K–N O–R S–U Ü–Z |

### A–Ç
| Name    | Herkunft               | Bedeutung                                                                                       |
| ------- | ---------------------- | ----------------------------------------------------------------------------------------------- |
| Açelya  | türkisch               | Azalee (eine Blumenart)                                                                         |
| Ada     | türkisch               |                                                                                                 |
| Adalet  | arabisch               | Die Gerechtigkeit                                                                               |
| Adile** | arabisch               | Die Gerechte                                                                                    |
| Adviye  | arabisch               | Die Güte; die Hilfsbereitschaft                                                                 |
| Afet    | arabisch               | Die Schönheit                                                                                   |
| Afife   | arabisch               | Die Ehrenvolle                                                                                  |
| Afitap  | persisch               | Die Sonnenwärme                                                                                 |
| Ahsen   | türkisch               | Das Schönste                                                                                    |
| Ahu     | türkisch               | Die Gazelle; das Reh (bildhübsches Mädchen)                                                     |
| Ajda    | türkisch / arabisch    |                                                                                                 |
| Ak      | türkisch               | Weiß; unbefleckt, rein                                                                          |
| Akay    | türkisch               | Leuchtender Mond                                                                                |
| Akgül   | türkisch / persisch    | Weiße Rose                                                                                      |
| Alara   | türkisch / französisch |                                                                                                 |
| Alev    | türkisch               | Die Flamme                                                                                      |
| Aleyna  | arabisch               |                                                                                                 |
| Alime   | arabisch               | weise Frau                                                                                      |
| Almıla  | türkisch               | Der rote Apfel                                                                                  |
| Arife   | arabisch               |                                                                                                 |
| Arzu    | persisch               | Der Wunsch                                                                                      |
| Asel    | arabisch               | (Süß wie) Honig                                                                                 |
| Asena   | türkisch               | Der Name der legendären Wölfin (Asena-Legende); das Adelsgeschlecht der göktürkischen Herrscher |
| Asiye   | hebräisch / ägyptisch  | Asiya, die Frau des Pharao, die Moses aufzog                                                    |
| Aslı    | türkisch               | Die Aufrichtige                                                                                 |
| Aslıhan | türkisch               | wahre Herrschaft                                                                                |
| Asuman  | türkisch / persisch    | Die Himmlische                                                                                  |
| Asya    | türkisch / englisch    |                                                                                                 |
| Aybike  | türkisch               | „Unberührt und hübsch wie der Mond“                                                             |
| Aybüke  | türkisch               |                                                                                                 |
| Aycan   | türkisch / arabisch    |                                                                                                 |
| Ayça    | türkisch               | Neumond; Mondsichel; „kleiner Mond“                                                             |
| Ayçiçek | türkisch               | „Strahlend wie der Mond“; „Schön wie eine Blume“                                                |
| Aydan   | türkisch               | Glanzvoll und schön wie der Mond                                                                |
| Ayfer   | türkisch               |                                                                                                 |
| Aygül   | türkisch               | Mondrose                                                                                        |
| Aygün   | türkisch               |                                                                                                 |
| Ayla    | türkisch               | „Mit dem Mond“                                                                                  |
| Aylin   | türkisch               | Eine Nebenform von Ayla                                                                         |
| Aynur   | türkisch / arabisch    | Der Mondschein                                                                                  |
| Aysan   | türkisch               |                                                                                                 |
| Aysel   | türkisch               | „strahlend wie der Mond“                                                                        |
| Ayşe    | arabisch               | Die Lebhafte (geht auf Aischa bint Abi Bakr zurück)                                             |
| Ayşegül | arabisch / persisch    | Die lebendige Rose                                                                              |
| Ayşen   | türkisch               | schön wie der Mond, leuchtend und gesegnet                                                      |
| Ayşenur | arabisch               | Ayşe + Nur                                                                                      |
| Aysu    | türkisch               | klar/hell wie Mond und Wasser                                                                   |
| Aysun   | türkisch               |                                                                                                 |
| Ayten   | türkisch / persisch    | „Leuchtende Haut“ (wie der Mond)                                                                |
| Ayzıt   | türkisch               | alttürkische Göttin der Schönheit, der Geburt und Unbescholtenheit                              |
| Azize** | arabisch               | Die Angesehene, Ehrenhafte, Geschätzte                                                          |
| Azra    | arabisch               | Die Jungfrau; nicht betretener Sand (Name der Stadt Medina)                                     |

| Name     | Herkunft            | Bedeutung                             |
| -------- | ------------------- | ------------------------------------- |
| Bahar    | persisch            | Der Frühling; die Jugend; der Anfang  |
| Bahriye  | arabisch            |                                       |
| Banu     | persisch            | Die Dame; die Prinzessin; die Braut   |
| Başak    | türkisch            | Die Ähre; Jungfrau (Tierkreiszeichen) |
| Bedriye  | türkisch / arabisch | Mondlicht, schön wie der Mond         |
| Begüm    | türkisch            | Ehrenwerte Frau                       |
| Behice   | arabisch            |                                       |
| Behiye   | arabisch            | Die anziehende und schöne Frau        |
| Belgin   | türkisch            | heiter, hell; klar, deutlich          |
| Beliz    | türkisch            |                                       |
| Belma    | türkisch / bosnisch |                                       |
| Bengi    | türkisch            | Ewig                                  |
| Bengü    | türkisch            | Die Unendlichkeit                     |
| Bensu    | türkisch            | „Ich bin wie Wasser“                  |
| Beren    | türkisch            | stark, klug                           |
| Beril    | türkisch            |                                       |
| Bêrîvan  | kurdisch            | Milchmädchen                          |
| Berna    | türkisch            | jung                                  |
| Berrak   | türkisch            | klar, deutlich                        |
| Beste    | türkisch            | Die Melodie                           |
| Betül    | arabisch            |                                       |
| Berfin   | kurdisch            | Schnee/Schneeflocke                   |
| Beyza    | türkisch            | sehr weiß                             |
| Bihter   | türkisch            |                                       |
| Binnur   | türkisch            | Die Strahlende, tausend Lichter       |
| Bircan   | türkisch / persisch | „Eine Seele“                          |
| Bircihan | türkisch / persisch | „Eine Welt“                           |
| Birgül   | türkisch / persisch | „Eine Rose“                           |
| Biricik  | türkisch            | Die Einzige, die Einsame              |
| Birnur   | türkisch / arabisch | „Eine Heilige“; „Eine Schöne“         |
| Birsen   | türkisch            | „Nur Du“                              |
| Buket    | französisch         | Die Blumige                           |
| Burcu    | türkisch            | Der schöne Duft                       |
| Burçak   | türkisch            |                                       |
| Burçin   | türkisch            | Hirschkuh                             |
| Buse     | türkisch / persisch | Kuss                                  |
| Büşra    | arabisch            | Die freudige Nachricht                |

| Name     | Herkunft            | Bedeutung               |
| -------- | ------------------- | ----------------------- |
| Cahide   | türkisch            |                         |
| Canan    | persisch            | Die Geliebte            |
| Candan   | persisch / türkisch | lieblich, herzlich      |
| Cansel   | persisch / arabisch | Überschwängliche Person |
| Cansu    | persisch / türkisch | Das Lebenselixier       |
| Cemile** | arabisch            | Die Schöne              |
| Cemre    | arabisch            |                         |
| Cennet   | arabisch            | Das Paradies            |
| Ceren    | mongolisch          | Junge Gazelle           |
| Ceyda    | arabisch            | schön und hochgewachsen |
| Ceylan   | mongolisch          | Die Gazelle             |

| Name   | Herkunft | Bedeutung                   |
| ------ | -------- | --------------------------- |
| Çağla  | türkisch |                             |
| Çağrı* | türkisch | Die Einladung; der Aufruf   |
| Çiçek  | türkisch | Die Blume, die Blüte        |
| Çiğdem | türkisch | Name verschiedener Pflanzen |

### D–G
| Name    | Herkunft            | Bedeutung                                  |
| ------- | ------------------- | ------------------------------------------ |
| Damla   | türkisch            | Der Tropfen                                |
| Defne   | griechisch          | Der Lorbeerbaum, griechisch Daphne (Δάφνη) |
| Demet   | türkisch            | Der Blumenstrauß                           |
| Deniz   | türkisch            | Das Meer                                   |
| Deren   |                     | eine, die Blumen sammelt                   |
| Derin   | türkisch            | tief                                       |
| Derya   | persisch            | Das Meer, der Ozean                        |
| Dicle   | türkisch / kurdisch | Tigris                                     |
| Didem   | türkisch            | Das Auge                                   |
| Dila    | türkisch / persisch | Die Herzliche                              |
| Dilan   | kurdisch            | Mein Herz oder meine Seele                 |
| Dilara  | persisch            | Die das Herz Erfreuende                    |
| Dilek   | türkisch            | Der Wunsch                                 |
| Dilruba |                     | eine, die Herzen stiehlt                   |
| Dilşad  | türkisch            |                                            |
| Döndü   | türkisch            | Sie ist zurückgekehrt                      |
| Duru    | türkisch            | Die Reine                                  |
| Duygu   | türkisch            | Das Gefühl; die Empfindung; der Sinn       |

| Name    | Herkunft            | Bedeutung                                                                                         |
| ------- | ------------------- | ------------------------------------------------------------------------------------------------- |
| Ebru    | persisch            | Marmorpapier                                                                                      |
| Ece*    | türkisch            | Die Königin; die Herrscherin; Eine sich gegenüber ihren Artgenossinnen positiv hervorhebende Frau |
| Ecem    | türkisch            | „meine Königin“                                                                                   |
| Ecrin*  | arabisch            | Lohn                                                                                              |
| Eda     | persisch            | Die Schönheit; die Koketterie                                                                     |
| Edanur  | türkisch            | Die Erleuchtete                                                                                   |
| Edibe   | arabisch            | Anständige Frau                                                                                   |
| Eftelya | türkisch            |                                                                                                   |
| Ekin    | türkisch            |                                                                                                   |
| Ela     | türkisch            | hellbraune Augen                                                                                  |
| Elanur  | türkisch            |                                                                                                   |
| Elçin   |                     |                                                                                                   |
| Elif    | arabisch            | Schlank wie das Alif                                                                              |
| Elmas   | griechisch          | Der Diamant                                                                                       |
| Elvan   | arabisch            | Mehrfarbig, bunt                                                                                  |
| Emel    | arabisch            | Der Wunsch; die Hoffnung; das Ziel                                                                |
| Emine   | arabisch            | Die Zuverlässige; vertrauenswürdig (Amina)                                                        |
| Emriye  | arabisch            |                                                                                                   |
| Erva    | arabisch            | Anmut, Schönheit                                                                                  |
| Esen    | türkisch            | Gesund, unversehrt                                                                                |
| Esin    | türkisch            | Der Morgenwind; die Inspiration                                                                   |
| Eslem   | arabisch            |                                                                                                   |
| Esma    | arabisch            | Der Name                                                                                          |
| Esra    | arabisch            | Die Schnellere/Schnellste                                                                         |
| Esrin   |                     |                                                                                                   |
| Evin    | türkisch / kurdisch | Das Innere; der Kern; die Liebende                                                                |
| Evrim   | türkisch            | Evolution                                                                                         |
| Eylem   | türkisch            |                                                                                                   |
| Eylül   | türkisch            | September                                                                                         |
| Ezgi    | türkisch            | Die Melodie                                                                                       |
| Ezo     | türkisch            |                                                                                                   |

| Name      | Herkunft            | Bedeutung                                                           |
| --------- | ------------------- | ------------------------------------------------------------------- |
| Fadime    | türkisch            |                                                                     |
| Fahriye** | arabisch            | Die Freiwillige                                                     |
| Fatma     | arabisch            | „Die, die sich entwöhnt“                                            |
| Fatoş     | arabisch            | Diminutiv zu Fatma                                                  |
| Fehime    | türkisch            | Intelligenz, Verständnis                                            |
| Ferah     |                     | Freude, Vergnügen                                                   |
| Feray     | türkisch            | Ausstrahlung des Mondes                                             |
| Feride    | türkisch            | Die Einzigartige                                                    |
| Feriha    | türkisch            | „fröhliche Frau“                                                    |
| Feyza     | arabisch            | Reichtum, Fülle                                                     |
| Fidan     | griechisch          | Der Sprössling                                                      |
| Figen     | türkisch            | ein Strauß Blumen                                                   |
| Fikriye   | türkisch            |                                                                     |
| Filiz     | griechisch          | Die Knospe; aufgehender Sprössling einer Blume (< Phyllis (Φυλλίς)) |
| Firdevs   | arabisch / türkisch | der 6. Garten im Himmel                                             |
| Firuze    | türkisch            |                                                                     |
| Fulya     | türkisch            |                                                                     |
| Funda     | griechisch          | Heide(kraut)                                                        |
| Füsun     | persisch            | Der Zauber                                                          |

| Name     | Herkunft               | Bedeutung                                    |
| -------- | ---------------------- | -------------------------------------------- |
| Gamze    | arabisch               | Das Grübchen                                 |
| Gaye     | arabisch               | Der Wunsch, das Ziel                         |
| Gizem    | türkisch               | Das Geheimnis; das Mysterium                 |
| Gonca    | persisch               | Die Knospe                                   |
| Gök      | türkisch               | Der Himmel                                   |
| Gökçe    | türkisch               | blau                                         |
| Gönül    | türkisch               | Das Herz (Metapher)                          |
| Gözde    | türkisch               | beliebt, geschätzt, Favoritin                |
| Gül      | persisch               | Die Rose                                     |
| Gülay    | persisch / türkisch    | „Rosenmond“                                  |
| Gülbahar | persisch               | Rose + Frühling                              |
| Gülben   | türkisch               | „Ich bin die Rose“                           |
| Gülcan   | persisch               | „Rosenseele“                                 |
| Gülçin   | türkisch / kurdisch    | Person, die Rosen sammelt                    |
| Gülden   | türkisch               | „aus der Rose gemacht“                       |
| Gülen    | türkisch               | Die Lächelnde                                |
| Güler    | türkisch               | Die Glückliche; die Lachende                 |
| Gülfem   | türkisch               | Rosenfarben                                  |
| Gülin    | türkisch               |                                              |
| Gülistan | persisch               | Rosengarten                                  |
| Gülizar  | türkisch               | rotwangig                                    |
| Gülperi  | türkisch / kurdisch    |                                              |
| Gülşen   | persisch / türkisch    | Rosengarten (veraltete Bezeichnung)          |
| Gülseren | türkisch               | Die Rosenstreuerin                           |
| Gülsüm   |                        | (< Ümmügülsüm)                               |
| Gülsün   |                        |                                              |
| Gülten   | persisch / französisch | mit rosenfarbenem Teint                      |
| Gülümser | arabisch / türkisch    | Die Lächelnde                                |
| Günay    | türkisch               | „Sonne-Mond“; Sonne und Mond                 |
| Günaydın | türkisch               | „Der Tag ist hell“; sinngemäß „Guten Morgen“ |
| Güneş    | türkisch               | Die Sonne                                    |
| Gürel    | türkisch               |                                              |
| Güzel    | türkisch               | Die Schönheit; schön, hübsch                 |
| Güzide   |                        | hervorragend, ausgezeichnet                  |
| Güzin    | persisch               | Auserlesen, hervorragend                     |

### H–J
| Name           | Herkunft            | Bedeutung                                                           |
| -------------- | ------------------- | ------------------------------------------------------------------- |
| Habibe         | arabisch            | Das schöne, hübsche „rosige“ Gesicht                                |
| Hacer          | hebräisch           | Hagar, Frau von Abraham, Mutter von Ismael, Fels, Stein (von Mekka) |
| Hafize         |                     |                                                                     |
| Hale           | türkisch            |                                                                     |
| Halide         | arabisch            |                                                                     |
| Halime         | türkisch            |                                                                     |
| Hamide         | arabisch            |                                                                     |
| Handan         | persisch            | Die Lachende; das lachende und liebliche Gesicht                    |
| Hande          | persisch            | Das Lächeln                                                         |
| Hanife         | türkisch            | Frau mit Stolz                                                      |
| Hasibe         | arabisch            |                                                                     |
| Hasret         | arabisch            | Die Sehnsucht                                                       |
| Hatice         | arabisch            | Chadīdscha                                                          |
| Havin          | türkisch / kurdisch |                                                                     |
| Hava, Havva*** | hebräisch           | Eva, siehe auch das genuin arabische Hayat                          |
| Hayal          | türkisch            | Der Traum                                                           |
| Hayat          | türkisch / arabisch | Das Leben                                                           |
| Hayriye        | türkisch            | Die Gesegnete                                                       |
| Hayrünnisa     | arabisch            |                                                                     |
| Hazal          | türkisch            | getrocknetes Blatt                                                  |
| Hazan          | persisch            | Der Herbst                                                          |
| Hediye         | türkisch            | Das Geschenk                                                        |
| Hêlîn          | kurdisch            | Das Vogelnest, Heim                                                 |
| Heves          |                     |                                                                     |
| Hicran         | türkisch            | Leid, Kummer                                                        |
| Hicret         | arabisch            | Auswanderung                                                        |
| Hilal          | arabisch            | Die Mondsichel                                                      |
| Hira           | arabisch            |                                                                     |
| Hülya          | arabisch            | Tagtraum, Wachtraum                                                 |
| Hümeyra, Meyra | arabisch            | Die Rötliche, Humayra, Beiname von Aysha                            |
| Hüsniye        | türkisch            | Die Schöne                                                          |

| Name  | Herkunft | Bedeutung                                        |
| ----- | -------- | ------------------------------------------------ |
| Işın  |          | Lichtstrahl                                      |
| Irmak | türkisch | Der Fluss; der Strom                             |
| Itır  | arabisch | Der Wohlgeruch; der Duft; das Aroma; die Geranie |

| Name    | Herkunft            | Bedeutung                 |
| ------- | ------------------- | ------------------------- |
| İclal   | türkisch            | Die Große, die Ruhmreiche |
| İdil    | türkisch            | Liebesgedicht             |
| İffet   | türkisch            | Moral                     |
| İlayda  | türkisch            | Die Wasserfee             |
| İlgin   | türkisch            | frische Briese            |
| İlknur  | türkisch / arabisch | Das erste Licht           |
| İmran   |                     | Entwicklung, Wohlstand    |
| İnci    | türkisch            | Die Perle                 |
| İpek    | türkisch            | Die Seide                 |
| İrem    | arabisch            | Der Garten im Himmel      |
| İsmihan | türkisch / arabisch | Opferbereit, kämpferisch  |
| İsra    | türkisch / arabisch |                           |

| Name   | Herkunft | Bedeutung                |
| ------ | -------- | ------------------------ |
| Jale   | persisch | Der Tau                  |
| Jülide | persisch | „in völliger Verwirrung“ |

### K–N
| Name     | Herkunft | Bedeutung                |
| -------- | -------- | ------------------------ |
| Kader    | arabisch | Das Schicksal            |
| Kadriye  | arabisch | Der Wert, die Geltung    |
| Kamile   |          | perfekt, komplett        |
| Karaca   | türkisch | Das Reh                  |
| Kardelen | türkisch | Das Schneeglöckchen      |
| Kayra    | türkisch |                          |
| Kerime   | türkisch |                          |
| Kezban   | persisch | Die Leiterin; die treue  |
| Kiraz    | türkisch | Die Kirsche              |
| Kıvılcım | türkisch | Der Funke                |
| Kumru    | türkisch | Die Taube                |
| Kübra    | arabisch | Die Größte; die Erhabene |

| Name    | Herkunft                          | Bedeutung                                                 |
| ------- | --------------------------------- | --------------------------------------------------------- |
| Lale    | persisch                          | Die Tulpe                                                 |
| Lamia   | arabisch / türkisch / afrikanisch |                                                           |
| Latife  | türkisch                          | Scherz, Spaß                                              |
| Leman   |                                   | funkelnde Frau                                            |
| Leyla   | arabisch                          | Die Nacht (weibliche Hauptfigur in „Leila und Madschnun“) |
| Lütfiye | arabisch                          | Güte; Schönheit                                           |

| Name                   | Herkunft            | Bedeutung                               |
| ---------------------- | ------------------- | --------------------------------------- |
| Macide                 |                     | Frau mit gutem Ruf und Ehre             |
| Makbule                |                     | Die Gefallende                          |
| Masal                  |                     | Die Erzählung                           |
| Melda                  | arabisch            | sehr jung                               |
| Melek                  | arabisch            | Der Engel                               |
| Meliha                 | arabisch            | schön, süß und charmant                 |
| Melike                 | arabisch            | Königin, Herrscherin                    |
| Melis, Melissa, Melisa | griechisch          | Die Honigbiene                          |
| Meltem                 | türkisch            | Kühler, sanfter Wind                    |
| Menekşe                | persisch            | Das Veilchen                            |
| Meral                  | mongolisch          | Das Reh                                 |
| Mercan                 | arabisch            | Koralle                                 |
| Meriç                  | türkisch            |                                         |
| Merve                  | arabisch            | Name eines Berges in der Nähe von Mekka |
| Meryem***              | hebräisch           | Maria; Miriam                           |
| Mehtap                 | persisch            | Der Mondschein                          |
| Mesude                 | türkisch            |                                         |
| Mihriban               | türkisch            | Die Liebende, die Freundin              |
| Mine                   | türkisch / deutsch  |                                         |
| Miray                  | türkisch / persisch | Monatsanfang                            |
| Muazzez                | türkisch            |                                         |
| Müge                   | französisch         | Maiglöckchen (< muguet)                 |
| Mukadder               | arabisch            | Wertgeschätzt                           |
| Mukaddes               |                     | heilig, selig                           |
| Müjde                  | türkisch            | gute Nachrichten                        |
| Müjgan                 | türkisch            | Wimpern                                 |
| Münire                 | türkisch            |                                         |

| Name     | Herkunft                       | Bedeutung |
| -------- | ------------------------------ | --- |
| Naciye   |                                | aus der Hölle gerettet, verdient den Himmel |
| Nadide   |                                | selten, wertvoll |
| Nadire** | arabisch                       | Die Seltene |
| Nahide   | arabisch / persisch            | |
| Naime    | türkisch                       | Die Sorglose, Glückliche |
| Naz      | persisch                       | schüchtern |
| Nazan    | persisch                       | Süße |
| Nazire   | türkisch                       | |
| Nazlı    | persisch/türkisch              | Kokett; verwöhnt |
| Nazife   |                                | |
| Nazmiye  | türkisch                       | |
| Nebahat  | arabisch                       | Berühmtheit, Ruhm, Ehre(nhaftigkeit) |
| Necla    | arabisch                       | Das Kind |
| Necmiye  |                                | |
| Nefes    | türkisch                       | Der Atem |
| Nehir    | arabisch                       | Fluss |
| Nergis   | persisch                       | Narzissenblüte |
| Neriman  | türkisch                       | |
| Nermin   | persisch                       | sanft, weich |
| Neslihan | türkisch / arabisch / persisch | Die aus herrschendem Geschlecht und Stamm |
| Neslişah | türkisch / arabisch / persisch | |
| Neşe     | arabisch                       | Die Fröhlichkeit |
| Nesrin   | persisch                       | Eine Wildrose |
| Nevin    | persisch                       | Das Neue(ste) |
| Nezihe   | arabisch                       | Die Schöne; rein, unschuldig |
| Nihal    | persisch                       | junger Baum |
| Nihan    |                                | Das Geheimnis |
| Nil      | persisch                       | Der Fluss Nil; die Farbe blau |
| Nilay    | türkisch / persisch            | der prächtige Mond |
| Nilgün   | persisch                       | dunkelblau |
| Nilhan   | türkisch / persisch            | Die Königin des Nil, die blaue Königin |
| Nilüfer  | persisch                       | Die Seerose; die Wasserlilie |
| Nimet    | arabisch                       | Geschenk Gottes |
| Nisa     | arabisch                       | Die Frauen |
| Nisan    | türkisch                       | April |
| Nuray    | arabisch / türkisch            | Mondschein |
| Nur      | arabisch                       | Licht; meist in Kombination mit einem anderen weiblichen Vornamen (z. B. Beyzanur/Beyza-Nur/Beyza Nur), mit jedem weiblichen türkischen Vornamen möglich |
| Nurgül   | arabisch / türkisch / persisch | brillante Rose |
| Nurhan   | arabisch / türkisch            | Die schöne Herrscherin |
| Nuriye   | arabisch                       | Die Schöne |
| Nursel   | türkisch                       | Der Glanz |
| Nurşen   | türkisch / arabisch            | Die glanzvolle Freude und Heiterkeit |
| Nurten   | persisch / arabisch            | Die mit heller und glänzender Haut |

### O–R
| Name   | Herkunft    | Bedeutung                       |
| ------ | ----------- | ------------------------------- |
| Oya    | türkisch    | Die Häkelspitze; die Zierspitze |
| Orkide | französisch | Die Orchidee                    |
| Olcay  | mongolisch  | Das Glück; das Schicksal        |
| Onur   | türkisch    | Die Ehre                        |

| Name    | Herkunft            | Bedeutung               |
| ------- | ------------------- | ----------------------- |
| Öykü    | türkisch            | Die Erzählung           |
| Öz      | türkisch            | Selbst, Wesen, Substanz |
| Özdilek | türkisch            | Wahrer + Wunsch         |
| Özge    | türkisch            | Die Andere              |
| Özgen   | türkisch            |                         |
| Özgü    |                     |                         |
| Özgül   | türkisch / persisch | Wahre + Rose            |
| Özlem   | türkisch            | Die Sehnsucht           |

| Name    | Herkunft            | Bedeutung                         |
| ------- | ------------------- | --------------------------------- |
| Pamuk   | türkisch            | Baumwolle                         |
| Parlak  | türkisch            | Glänzend, strahlend; hervorragend |
| Pelin   | griechisch          | Der Wermut                        |
| Pembe   | türkisch            | pink                              |
| Peri    | türkisch            | Fee                               |
| Perihan | persisch            |                                   |
| Pervin  | türkisch / persisch | Die Fliegende                     |
| Petek   | türkisch            | Die Bienenwabe                    |
| Pınar   | türkisch            | Die Quelle                        |
| Piraye  |                     |                                   |

| Name         | Herkunft            | Bedeutung        |
| ------------ | ------------------- | ---------------- |
| Rabia/Rabiye | arabisch            | Die Vierte       |
| Rana         | türkisch / arabisch |                  |
| Remziye      |                     |                  |
| Renan        | arabisch            |                  |
| Reyhan       | arabisch            | Der Steinquendel |
| Rojîn        | kurdisch            |                  |
| Rukiye       | arabisch            |                  |
| Rüya         | arabisch            | Der Traum        |
| Rümeysa      | arabisch            |                  |
| Rüveyda      | türkisch / arabisch |                  |

### S–U
| Name         | Herkunft            | Bedeutung                                     |
| ------------ | ------------------- | --------------------------------------------- |
| Saadet       | arabisch            | Glück, Glückseligkeit                         |
| Sabiha       | arabisch            | Schön, hübsch, anmutig                        |
| Safiye       | arabisch            |                                               |
| Sanem        | arabisch            | Götze; hübsche Dame                           |
| Saniye       | türkisch            | Die Zweite                                    |
| Sarıgül      | türkisch / persisch | Gelbe Rose                                    |
| Sayar        | türkisch            |                                               |
| Sebahat      | arabisch            | Die Schönste der Schönen                      |
| Seda         | arabisch            | Das Geräusch                                  |
| Sedef        | arabisch            | Die Muschel; Perlmutt                         |
| Seher        | türkisch            | Der erste Sonnenstrahl am Morgengrauen        |
| Selda        |                     |                                               |
| Selen        | türkisch            | Gute Nachricht, auch: Reichtum, Überfluss     |
| Selenay      | türkisch / kurdisch |                                               |
| Selin        | türkisch            | Die Begabte; die Talentierte                  |
| Selma        | arabisch            | Harmonie, Frieden                             |
| Selvi        | türkisch            | Zypresse                                      |
| Sema         | arabisch            | Der Himmel                                    |
| Semiha       | türkisch            | Die Freigebige; großzügig                     |
| Semra        | arabisch            | Die Brünette                                  |
| Sena         | arabisch            | Das Blitzlicht; die Angebetete; die Schönheit |
| Senem        | arabisch            | Eine Variante von Sanem                       |
| Serap        | persisch            |                                               |
| Serpil       | türkisch            | wachsen                                       |
| Sera         | persisch            | Palast                                        |
| Serra        | arabisch            | Weite, Leichtigkeit                           |
| Sevcan       | türkisch            | liebes Herz                                   |
| Sevda, Sevde | arabisch            | Die Liebe; die Sehnsucht                      |
| Sevgi        | türkisch            | Die Liebe                                     |
| Sevilay      | türkisch            | Der liebliche Mond                            |
| Sevim        | türkisch            | Die Liebevolle; sympathisch                   |
| Sevinç       | türkisch            | Die Freude                                    |
| Sevtap       |                     |                                               |
| Sezen        | türkisch            | Die Verständnisvolle                          |
| Sezin        | türkisch            | Die, die etwas ahnt                           |
| Sibel        | türkisch            | Fließend                                      |
| Sıdıka       | arabisch            | Die nicht lügt                                |
| Sila         | arabisch            |                                               |
| Simay        | türkisch            | silberner Mond                                |
| Simge        | türkisch            | Symbol                                        |
| Sinem        | persisch / türkisch | Die Brust; das Herz                           |
| Sofi         | griechisch          | Die Wissende                                  |
| Songül       | türkisch / persisch | Die letzte Rose                               |
| Su           | türkisch            | Das Wasser                                    |
| Sude         | persisch            | geschmückt, bemalt                            |
| Süheyla      | persisch            |                                               |
| Sultan       | arabisch            | Herrscherin                                   |
| Sümeyye      | arabisch            |                                               |
| Suna         | türkisch            | Eine Art Wildente                             |
| Süreyya      | persisch            |                                               |
| Suzan        | persisch            | brennend                                      |

| Name    | Herkunft            | Bedeutung                                       |
| ------- | ------------------- | ----------------------------------------------- |
| Şadiye  | arabisch            | Die Zufriedenheit                               |
| Şafak   | arabisch            | Morgenröte                                      |
| Şahika  | türkisch            | Gipfel                                          |
| Şaziye  | arabisch            |                                                 |
| Şebnem  | persisch            | Der Tau                                         |
| Şehnaz  | persisch            | Schah= König + Naz= Stolz / Liebling des Königs |
| Şelale  | arabisch            | Der Wasserfall                                  |
| Şenay   | türkisch            | Der fröhliche und heitere Mond                  |
| Şengül  | türkisch / persisch | Die glückliche Rose, das glückliche Lachen      |
| Şermin  | persisch            | Die Schüchterne                                 |
| Şeyda   | kurdisch/persisch   | Die unsterblich Verliebte                       |
| Şeyma   | arabisch            |                                                 |
| Şevval  | arabisch            |                                                 |
| Şiir    | arabisch            | Die Poesie                                      |
| Şirin   | persisch            | Süß, hübsch oder niedlich                       |
| Şule    | türkisch            | Die Helle, Schillernde                          |
| Şükran  | arabisch            | Die Dankbare                                    |
| Şükriye | arabisch            | Dankbarkeit                                     |

| Name   | Herkunft               | Bedeutung                                          |
| ------ | ---------------------- | -------------------------------------------------- |
| Tilbe  | türkisch               | Die Weise                                          |
| Tomris | türkisch               | Name einer türkischen Königin                      |
| Tuana  | persisch               |                                                    |
| Tuba   | arabisch               | Künstlerin, Schöpferin                             |
| Tuğba  | arabisch               | Schönheit; Paradiesbaum                            |
| Tuğçe  | türkisch / persisch    | Der kleine Rossschweif (osmanisches Rangabzeichen) |
| Tülay  | französisch / türkisch | Der Tüllmond                                       |
| Tülin  | türkisch               | Der Neumond                                        |
| Tuna   | türkisch               | Donau                                              |
| Türkân | türkisch / persisch    |                                                    |
| Turna  | türkisch               | Vogel                                              |

| Name     | Herkunft | Bedeutung                    |
| -------- | -------- | ---------------------------- |
| Ulviye** | arabisch | Die Hohe                     |
| Ulya*    | arabisch | Die Höchste                  |
| Umay     | türkisch | Die Göttin der Fruchtbarkeit |

### Ü–Z
| Name    | Herkunft            | Bedeutung             |
| ------- | ------------------- | --------------------- |
| Ülker   | türkisch            |                       |
| Ülkü    | türkisch            | Das Ideal             |
| Ümmühan | arabisch / türkisch | Mutter des Herrschers |
| Ümran   | türkisch            | Gut entwickelt        |

| Name   | Herkunft | Bedeutung                          |
| ------ | -------- | ---------------------------------- |
| Vahide | türkisch | Die Einzige                        |
| Verda  |          | Rosen                              |
| Vesile | arabisch | Der Grund, die Ursache, der Anlass |
| Vildan | arabisch | (neu geborene) Kinder              |

| Name    | Herkunft            | Bedeutung                                 |
| ------- | ------------------- | ----------------------------------------- |
| Yağmur  | türkisch            | Der Regen                                 |
| Yaldız  | türkisch            | Die Blumen im Paradies; etwas Vergoldetes |
| Yaren   | persisch            | enger Freund                              |
| Yasemin | persisch            | Die Blume Jasmin (Jasminum)               |
| Yelda   | türkisch / kurdisch | Winternacht                               |
| Yeliz   | türkisch            | schön, hell, luftig                       |
| Yeşim   | arabisch            | Jade, Jaspis                              |
| Yeter   | türkisch            | genügend                                  |
| Yıldız  | türkisch            | Der Stern                                 |
| Yızidil | türkisch            | Die Auserwählte                           |
| Yonca   | türkisch            | Der Klee                                  |
| Yüsra   | arabisch            |                                           |

| Name          | Herkunft            | Bedeutung                                                                               |
| ------------- | ------------------- | --------------------------------------------------------------------------------------- |
| Zahide        | arabisch            |                                                                                         |
| Zuleila       | arabisch / persisch | Ẓuleikhā; koranischer Name für Potifars Ehefrau, die Josef den Träumer verführen wollte |
| Zehra         | arabisch            | Die Blume (geht auf Fātima bint Muhammad zurück)                                        |
| Zeliha        | arabisch            |                                                                                         |
| Zerrin        | persisch            | Golden                                                                                  |
| Zeynep        | arabisch            | Zenobia                                                                                 |
| Zuhal / Zühal | arabisch            | Saturn (Zühal)                                                                          |
| Zülal         | arabisch            | Das kalte und klare Wasser                                                              |
| Züleyha       | arabisch            |                                                                                         |
| Zümrüt        | arabisch            | Der Smaragd                                                                             |